# Nordex SE
Die Nordex SE mit Sitz in Hamburg-Langenhorn ist ein börsennotiertes Unternehmen, das die Fertigung, Errichtung und Wartung von Windkraftanlagen betreibt; in manchen Märkten ist Nordex ebenfalls in der Planung von Windparks bis hin zu deren schlüsselfertiger Errichtung tätig. Nordex ist nicht im Offshore-Bereich tätig. Für die Erschließung von Standorten mit vergleichsweise niedrigen durchschnittlichen Windgeschwindigkeiten im Landesinneren stellt das Unternehmen „Schwachwindanlagen“ her.
Nordex produziert an Standorten in Deutschland, Brasilien, Indien, Mexiko und Polen und bis 2022 in Spanien. Die Hauptproduktionsstätte befindet sich am Stammsitz in Rostock (siehe den Produktionsstandort in der Südstadt), wo das Unternehmen auch im Handelsregister eingetragen ist. Nordex hat Zweigniederlassungen und Tochtergesellschaften in 19 Staaten. Bis Ende 2023 hatte das Unternehmen nach eigenen Angaben weltweit in über 40 Staaten Windkraftanlagen mit einer Gesamtleistung von ca. 50 GW installiert. 2017 war Nordex das umsatzstärkste Unternehmen des Landes Mecklenburg-Vorpommern sowie das Unternehmen mit den zweitmeisten Beschäftigten.

## Geschichte

### Anfang in Dänemark

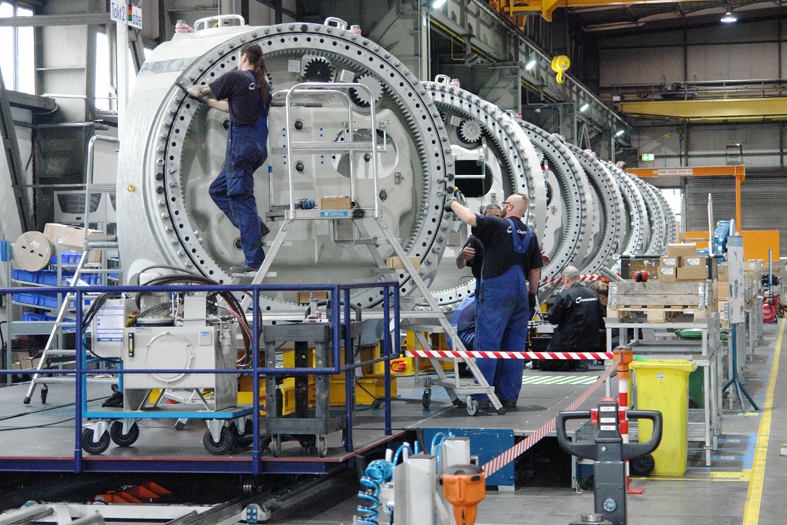
Montagearbeiten bei Nordex in Rostock

Die Nordex A/S ging im Mai 1985 aus der Brande Kedel og Beholderfabrik in Svindbæk bei Give in Dänemark hervor, einer Kesselfabrik, die von Flemming Pedersen und seinen Söhnen Carsten und Jens gegründet worden war. Dänemark ist sowohl das Pionierland der Energiewende als auch der (modernen) Windenergienutzung. Bereits seit Ende des 19. Jahrhunderts wurde in Dänemark an Windkraftanlagen geforscht und kleine Anlagen gebaut. Wichtige Pioniere hierbei waren beispielsweise Poul la Cour und Johannes Juul, Konstrukteur der Gedser-Windkraftanlage. Ein technisches Grundkonzept für den Bau von Windkraftanlagen war in Dänemark bereits seit den 1940er Jahren getestet worden.
Als das fast vollständig von Öl als Primärenergieträger abhängige Land infolge der Ölkrise 1973 in eine schwere Energiekrise geriet, war somit bereits eine Windkrafttradition vorhanden, auf die man beim Bau neuer Anlagen zurückgreifen konnte. Darauf aufbauend begannen in den 1970er Jahren Unternehmen aus dem Anlagenbau und der Landmaschinentechnik mit dem Bau kleiner Windkraftanlagen, die sowohl von Privatpersonen als auch von Verbrauchsgemeinschaften zur Selbstversorgung gekauft wurden. Unterstützt wurde diese Entwicklung durch die Politik, welche die dänische Energiewende vorantrieb. 1979 führte die Regierung Jørgensen einen Investitionszuschuss von 30 % für den Bau von Windkraftanlagen und 1981 eine gesetzliche Einspeisevergütung für Windstrom ein, die dänische Energieunternehmen dazu verpflichtete, Strom aus erneuerbaren Energien zu einem festgelegten Preis oberhalb des Marktpreises abzunehmen.
In den 1980er-Jahren kam es zu einem Boom dänischer Hersteller, nachdem in den USA, insbesondere Kalifornien, die Windenergie durch staatliche Beihilfen gefördert wurde und dänische Hersteller mit ihrer gegenüber amerikanischen Anlagen überlegenen Zuverlässigkeit dort große Marktanteile erzielten. 1985 fertigte die dänische Windindustrie mehr als 3000 Anlagen, den Großteil dafür für den kalifornischen Markt. Damit ergaben sich neue Geschäftsmodelle für dänische Unternehmen aus verwandten Branchen wie der Metallindustrie, wodurch die Zahl der Hersteller zunahm. Unter anderem stieg auch Nordex in die Windenergiebranche ein und ließ ebenfalls 1985 von den Ingenieuren Kim Andersen und Knud Buhl einen ersten Anlagentyp entwickeln, der noch im gleichen Jahr herausgebracht wurde.

### Eingliederung bei Babcock-Borsig und Börsengang
Nordex Aktivitäten in Deutschland begannen 1991 mit dem Vertrieb durch die von Volker König, Werner Napp und Günter Schmidt gegründete Nordex Energieanlagen GmbH. Im folgenden Jahr baute diese Gesellschaft in Rerik eine eigene Entwicklung und Produktion auf, die später wieder in das Gesamtunternehmen eingegliedert wurde. Hier entstand 1995 die weltweit erste Serien-Windkraftanlage der Megawattklasse.
1996 übernahm die zum Babcock-Borsig-Konzern gehörende Balcke-Dürr 51 % an Nordex. Weitere 26 % wurden 1998 erworben. 1999 wurde, da sich das bestehende Werk in Rerik zunehmend als zu klein erwies, das ehemalige Dieselmotorenwerk Rostock übernommen, welches von nun an das Hauptwerk bildete. Damals zählte Nordex zu den 10 erfolgreichsten Windenergieunternehmen der Welt.
2001 bereitete Babcock-Borsig wegen finanzieller Probleme den Börsengang seines profitablen Windenergiegeschäfts vor. Dazu zählten neben Nordex auch die Vertriebsgesellschaft NPV, der zuvor übernommene insolvente Windkraftanlagenhersteller Südwind (Südwind Borsig Energy GmbH) und die 1999 gegründete Borsig Rotor. Eigentümer der Übergangsgesellschaft, die unter Taifun AG firmierte, waren zu 80,5 % die Borsig Energy GmbH und zu 19,5 % die Nordex-Gründerfamilie Petersen.
Im April 2001 wurden Aktien von Nordex erstmals an der Börse (Marktsegment Neuer Markt) notiert.
Am 1. Oktober 2001 gab Babcock-Borsig seine verbleibende Beteiligung von 29,8 % an Nordex für rund 140 Millionen Euro an die Westdeutsche Landesbank ab.
Die Familie Petersen war mit 7 % an Nordex beteiligt.

### Krise und erneuter Aufschwung
Im Jahr 2003 geriet Nordex in eine Krise. Neben einer allgemeinen wirtschaftlichen Abkühlung, mit einem Rückgang der Nachfrage nach Windkraftanlagen und einem daraus resultierenden stark rückläufigen Auftragseingang, bereitete Nordex v. a. das große Produktportfolio mit einer Vielzahl verschiedener Anlagentypen Probleme, wodurch dem Unternehmen hohe Verluste entstanden. Bis 2005 folgte eine Restrukturierung, bei der die Produktvielfalt reduziert und die Produktion im Stammwerk in Give geschlossen wurde; außerdem wurden in Deutschland 150 Arbeitsplätze abgebaut. Zudem wurden die Nordex-Tochtergesellschaften Südwind Energy GmbH und Nordex Energy GmbH fusioniert. Im Jahr 2005 kam es zu einer Kapitalherabsetzung im Verhältnis 10:1 gefolgt von einer umfassenden Refinanzierung. In diesem Zusammenhang stiegen auch die Aktionäre CMP Management, Goldman Sachs (indirekt über einen Fonds) und Momentum (Klatten) ein.

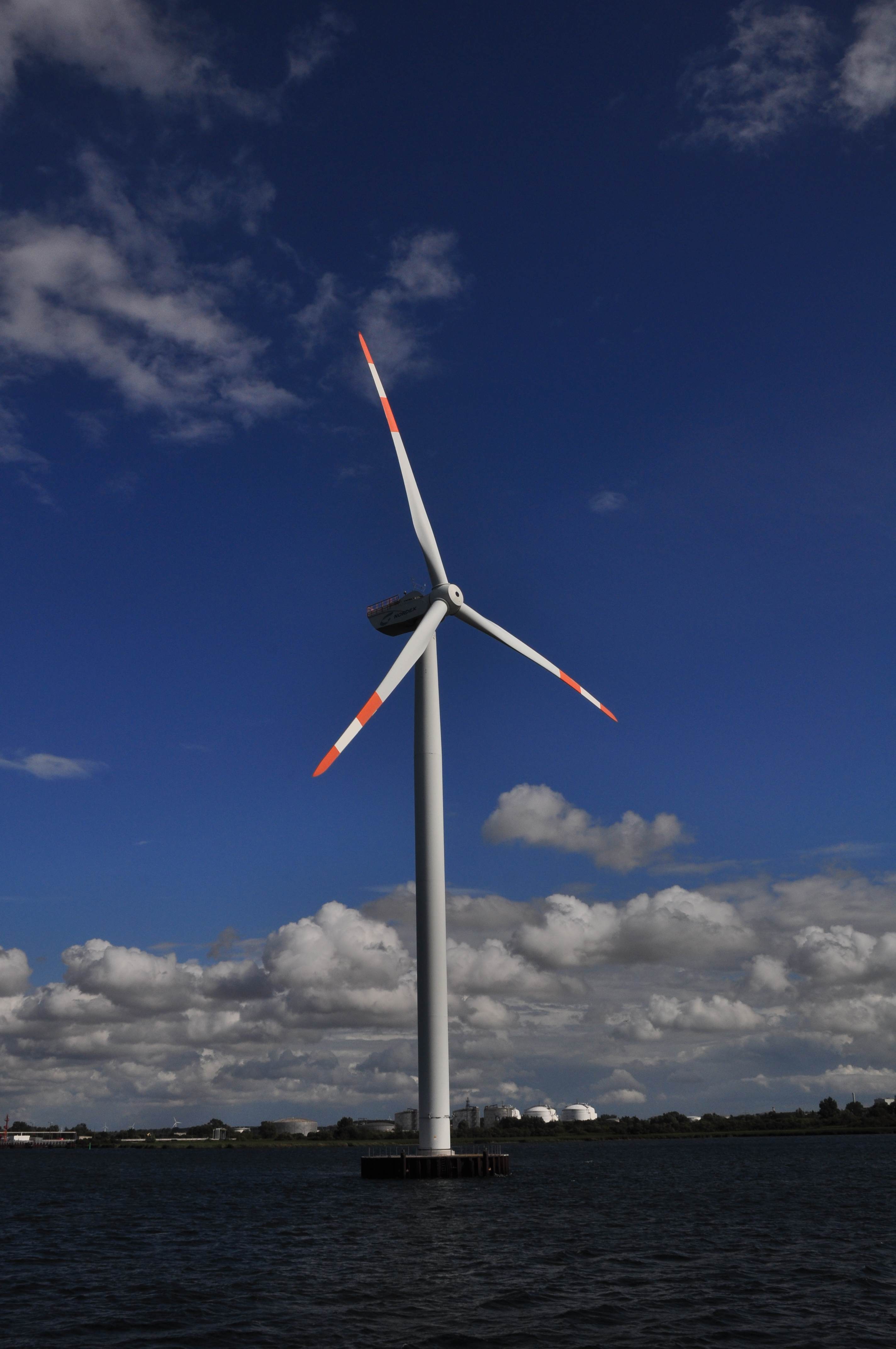
N90/2500 im Rostocker Breitling

Ab 2005 kam es zu einem erneuten Aufschwung. 2006 wurde im Breitling Deutschlands erste Offshore-Anlage errichtet und die chinesische Fertigung für Großturbinen in Betrieb genommen. Bereits 2003 war vor der dänischen Hafenstadt Frederikshavn eine Offshore-Testanlage im Kattegat errichtet worden. Im Januar 2007 wurde eine Rotorblatt-Fertigung in China eröffnet. Anfang 2008 bezog Nordex wieder den ehemaligen Standort in Rerik zum Zweck der Ausbildung. Im Oktober 2008 gab Nordex die Investition in eine neue Fertigungsanlage in Jonesboro im US-Bundesstaat Arkansas bekannt. Im Oktober 2010 wurde das rund 40 Mio. US-Dollar teure Werk offiziell eröffnet.
Seit März 2010 hat Nordex die Rechtsform europäische Gesellschaft (SE).
Sie firmiert seitdem als Nordex SE.
Anfang 2011 verlegte Nordex seinen Unternehmenssitz nach Hamburg-Langenhorn, wo die neue Hauptverwaltung im Nordex-Forum bezogen wurde.
Im selben Jahr rüstete Nordex sein Hauptwerk in Rostock als eines der ersten Unternehmen der Windenergiebranche auf Serienfertigung um. Statt der früher verwendeten Dockmontage gab es nun drei Montagelinien für Maschinenhaus, Triebstrang und Nabe, die von je drei Vormontagelinien beliefert werden. Dadurch konnte die Produktionszeit pro Turbine um 30 % gesenkt und zugleich die maximale Jahreskapazität des Werks auf 1000 Anlagen gesteigert werden.
Im Dezember 2012 schloss Nordex seine Rotorblattfertigung in China wegen mangelnder Auslastung im dort stark abgeschotteten Markt. Ebenfalls aufgrund mangelnder Auslastung wurden Restrukturierungsmaßnahmen im Werk Jonesboro angekündigt. 2012 beendete Nordex zudem die Entwicklung der ausschließlich für Offshore-Windparks vorgesehenen Turbine N150/6000 aufgrund der unsicheren Entwicklung in diesem Marktbereich und strebte den Verkauf der Anteile am Offshore-Windpark Arcadis Ost 1 an. Im Juni 2013 erklärte Nordex die Gondelproduktion in den USA wegen geringer Auslastung einzustellen und 40 Arbeitsplätze abzubauen. Vor Ort erhalten blieben Vertrieb, Service und Projektabwicklung.
Parallel dazu baute Nordex die Rotorblattfertigung im Stammwerk in Rostock auf 400 Blatt NR 58,5 aus; laut eigenen Angaben, um die Fertigungstiefe zu erhöhen und Kosten zu senken. Daneben bezog Nordex die teilweise aus kohlenstofffaserverstärktem Kunststoff (CFK) bestehenden NR 58,5-Blätter vom Rotorblatthersteller SGL Rotec und seit Februar 2014 vom US-Hersteller TPI Composites, dessen Werk sich in der Türkei befindet.
Im März 2014 überschritt Nordex die Schwelle von 10.000 MW installierter Leistung.

### Einstieg Acciona
Im Oktober 2015 verkündete Nordex die Übernahme der Windenergie-Sparte des spanischen Infrastrukturkonzerns Acciona. Der Kaufpreis betrug 785 Mio. Euro, wovon knapp die Hälfte bar und der Rest mit neu herausgegebenen Aktien von Nordex zu begleichen war. Damit wurde Acciona mit einem Anteil von 29,9 % größter Einzelaktionär von Nordex, während der bisherige Hauptaktionär, die Familie Klatten, ihren Anteil auf 5,7 % reduzierte.
Anfang 2017 übernahm Nordex den dänischen Rotorblattentwickler SSP Technology mit rund 70 Mitarbeitern. SSP Technology hatte in der Vergangenheit verschiedene Rotorblätter für Windkraftanlagen mit Leistungen von 1,5 bis 8 MW entwickelt und im eigenen Werk in Kirkeby auch Prototypen dieser Blätter gefertigt. Ziel der Akquise, die laut Nordex einen niedrigen einstelligen Millionenbetrag kostete, war die Übernahme technischer Expertise im Rotorblattbau für zukünftige Anlagen sowie der von SSP Technology gehaltenen Patente. Unter anderem konstruierte das Unternehmen Rotorblätter bis zu einer Länge von 83,5 Meter und besaß Erfahrung im Bau geteilter Rotorblätter. Die Fertigung neuer Blätter sollte jedoch auch weiterhin im Nordex-Werk in Rostock stattfinden.
Im Oktober 2019 beschloss die Unternehmensleitung eine Kapitalerhöhung. Im Wege einer Privatplatzierung wurden für 99 Mio. Euro rund 9,7 Millionen neue Aktien an Acciona ausgegeben. Acciona erhöhte dadurch den Anteil an Nordex auf über 30 % und war nach Wertpapiererwerbs- und Übernahmegesetz zu einem Übernahmeangebot für alle ausstehenden Anteile verpflichtet. Nach Ablauf des Angebots im Januar 2020 hielt Acciona 36,4 % der Aktien.

### 2020er Jahre
Bei steigenden Umsätzen schrieb die Nordex SE in den Jahren 2018 bis 2021 Verluste (negatives EBIT). Am 30. Juni 2022 schloss Nordex die Rotorblattfertigung in Rostock, womit der Verlust von zirka 600 Arbeitsplätzen verbunden war. Am Standort wurden Rotorblätter für Anlagen mit einem Rotordurchmesser bis 149 m produziert. Als Gründe für den Schritt gab Nordex unter anderem den internationalen Wettbewerbsdruck, die binnen fünf Jahren um 50 % gefallenen Vergütungen für die Windstromerzeugung und die gestiegene Nachfrage nach längeren Rotorblättern an, welche im Rostocker Werk nicht produziert werden können. Auch habe sich der Deutsche Windenergiemarkt nach dem schnellen Wechsel des Fördersystems im Jahr 2019 noch nicht erholt. Maschinenhäuser und Naben werden jedoch weiterhin in Rostock gefertigt.
Am 16. Juni 2022 gab die Deutsche Börse bekannt, dass sie Nordex außerplanmäßig am Montag, den 20. Juni 2022 aus dem SDAX und dem TecDAX nehmen werde, da Nordex nach einem Hackerangriff seinen Quartalsbericht verzögert veröffentlichen möchte und damit Basiskriterien verletzt.
Mitte 2024 teilte Nordex mit, dass man die zwischenzeitlich stillgelegte Maschinenhausproduktion im Werk in Iowa im ersten Halbjahr 2025 wieder aufnehmen wolle. Dort sollen jährlich für den nordamerikanischen Markt bestimmte Maschinenhäuser mit einer Leistung von insgesamt 2,5 GW gefertigt werden.

## Organisation

### Unternehmenssitz
Der Sitz der Hauptverwaltung und weiterer Konzerngesellschaften befindet sich im Nordex-Forum in Hamburg-Langenhorn, welches Anfang 2011 bezogen wurde. Das Gebäude wurde von Hochtief errichtet und befindet sich im Eigentum von Swiss Life. Die Bruttogeschossfläche von rund 15.000 m² bietet Raum für bis zu 700 Arbeitsplätze; ein weiterer Ausbau auf bis zu 1200 Arbeitsplätze wurde bei den Bauplanungen berücksichtigt. Bei der Einweihung Anfang 2011 (zu der unter anderem der damalige Hamburger Bürgermeister Christoph Ahlhaus erschien) waren dort rund 500 Mitarbeiter beschäftigt. Besonderer Wert wurde auf Umweltfreundlichkeit und einen niedrigen Energieverbrauch gelegt. Letzterer liegt 20 % unter dem Wert herkömmlicher Bürogebäude. Die vergleichsweise gute Ökobilanz wurde von der Deutschen Gesellschaft für nachhaltiges Bauen bestätigt, die dem Nordex-Forum das Zertifikat in Gold verlieh.

### Aktionärsstruktur
Die Stimmrechte des Unternehmens verteilen sich wie folgt:
- 63,6 % Streubesitz
- 36,4 % Acciona

Stand: Januar 2020

### Unternehmensleitung

#### Vorstand
- José Luis Blanco Diéguez, (* 1970, seit April 2016, (Vorstandsvorsitzender seit 17. März 2017, Chief Operating Officer))
- Ilya Hartmann (* 1973, Finanzvorstand)

#### Aufsichtsrat
Der Aufsichtsrat hat (Stand 2017) sechs Mitglieder:
- Wolfgang Ziebart, Vorsitzender seit 2012
- Juan Muro-Lara Girod, stellv. Vorsitzender
- Rafael Mateo Alcalá
- Connie Hedegaard
- Jan Klatten
- Martin Rey

| Geschäftsjahr | Umsatz in Mio. Euro | Mitarbeiter 1* | Produktionsleistung in MW | Installierte Leistung in MW |
| ------------- | ------------------- | -------------- | ------------------------- | --------------------------- |
| 2000/2001     | 347                 | 651            | k. A.                     |                             |
| 2001/2002     | 439                 | 791            | k. A.                     |                             |
| 2002/2003     | 196                 | 867            | k. A.                     |                             |
| 2003/2004     | 222                 | 726            | k. A.                     |                             |
| 2005          | 309                 | 721            | 321                       |                             |
| 2006          | 514                 | 814            | 584                       |                             |
| 2007          | 747                 | 1.304          | 800                       |                             |
| 2008          | 1.136               | 1.885          | 1.128                     |                             |
| 2009          | 1.183               | 2.207          | 983                       |                             |
| 2010          | 972                 | 2.379          | 1.032                     |                             |
| 2011          | 921                 | 2.643          | 779                       | 970                         |
| 2012          | 1.075               | 2.536          | 909                       | 919                         |
| 2013          | 1.429               | 2.543          | 1.342                     | 1.254                       |
| 2014          | 1.734               | 2.800          | 1.417                     | 1.489                       |
| 2015          | 2.430               | 3.148          | 1.899                     | 1.697                       |
| 2016          | 3.395               | 5.129          | 2.726                     | 2.622                       |
| 2017          | 3.078               | 5.260          | 3.152                     | 2.699                       |
| 2018          | 2.459               | 5.676          | 2.278                     | 2.522                       |
| 2019          | 3.284               | 6.880          | 4.677                     | 3.090                       |
| 2020          | 4.650               | 8.527          | 5.786                     | 5.461                       |
| 2021          | 5.444               | 8.658          |                           | 6.679                       |
| 2022          | 5.694               | 9.111          |                           | 5.221                       |
| 2023          | 6.489               | 10.133         |                           | 7.253                       |
| 2024          | 7.299               | 10.405         |                           | 6.641                       |

## Nordex im internationalen Markt

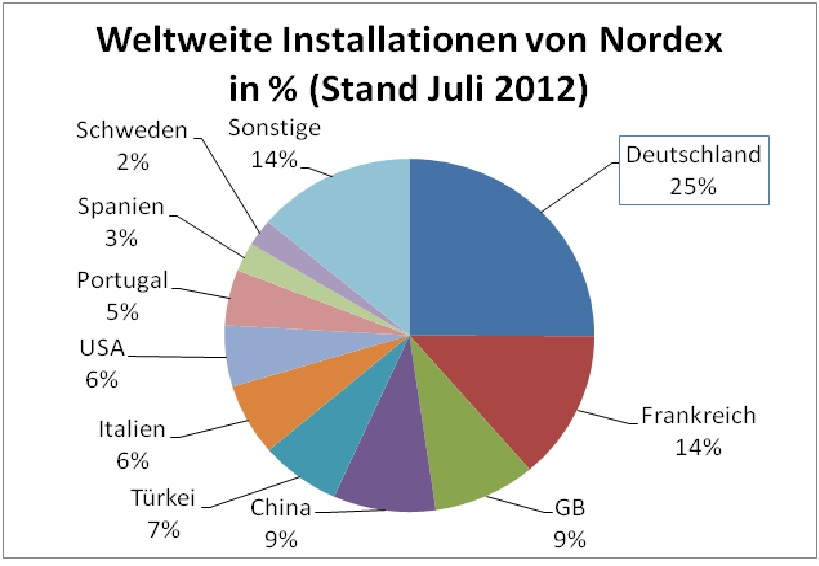
Weltweite Installationen von Nordex in % (Gesamtleistung, Stand Juli 2012)

Seit Gründung des Unternehmens 1985 ist Nordex auf verschiedenen Märkten aktiv. War zunächst der Heimatmarkt in Dänemark der wichtigste Absatzmarkt, verschob sich der Fokus in den 1990er Jahren des Unternehmens auf Deutschland, wohin sukzessive auch die Fertigung verlagert wurde. Dort wurde 1998 ein Marktanteil von 16 % erreicht, womit Nordex zum Unternehmen mit dem zweithöchsten Absatz wurde. Dazu exportierte Nordex schon frühzeitig Anlagen in Drittmärkte wie beispielsweise Indien sowie später China, wo 1998 per Joint Venture eine Fertigung aufgebaut wurde. 2002 führte Nordex bereits knapp die Hälfte der Produktion aus; in den folgenden Jahren wurde der Export noch deutlich erhöht, während Deutschland als Absatzmarkt nur noch eine geringe Rolle spielte.
Ab etwa 2010 kam Deutschland in der Konzernstrategie wieder eine größere Bedeutung zu. Dies ging einher mit einer Fokussierung auf Binnenlandstandorte, für die beginnend mit der N100/2500, speziell aber mit der N117/2400 sowie der N131/3000, neue Anlagen entwickelt wurden. Im Jahr 2015 betrug der Exportanteil knapp 70 %, was auch etwa dem langjährigen Schnitt der gesamten deutschen Windbranche entspricht. Der Marktanteil in Deutschland, der in den Jahren 2012 oder 2013 noch bei 3,9 respektive 3,5 % gelegen hatte, stieg ab 2013 trotz eines starken Marktwachstums deutlich an und lag 2014 im Onshore-Segment bei 8,7 %. Damit nahm Nordex nach Enercon, Vestas und Senvion Rang 4 unter den Herstellern ein.
In der Offshore-Windenergie ist Nordex hingegen nicht tätig. Auch aus historischer Sicht ist Deutschland wichtigster Einzelmarkt für Nordex: Bis Juli 2012 wurden Anlagen des Unternehmens mit fast 2 GW installiert, was bei der damaligen Kapazität von rund 31 GW einem Marktanteil von 6½ % entsprach.

## Anlagentypen

### Früher gefertigte Anlagen

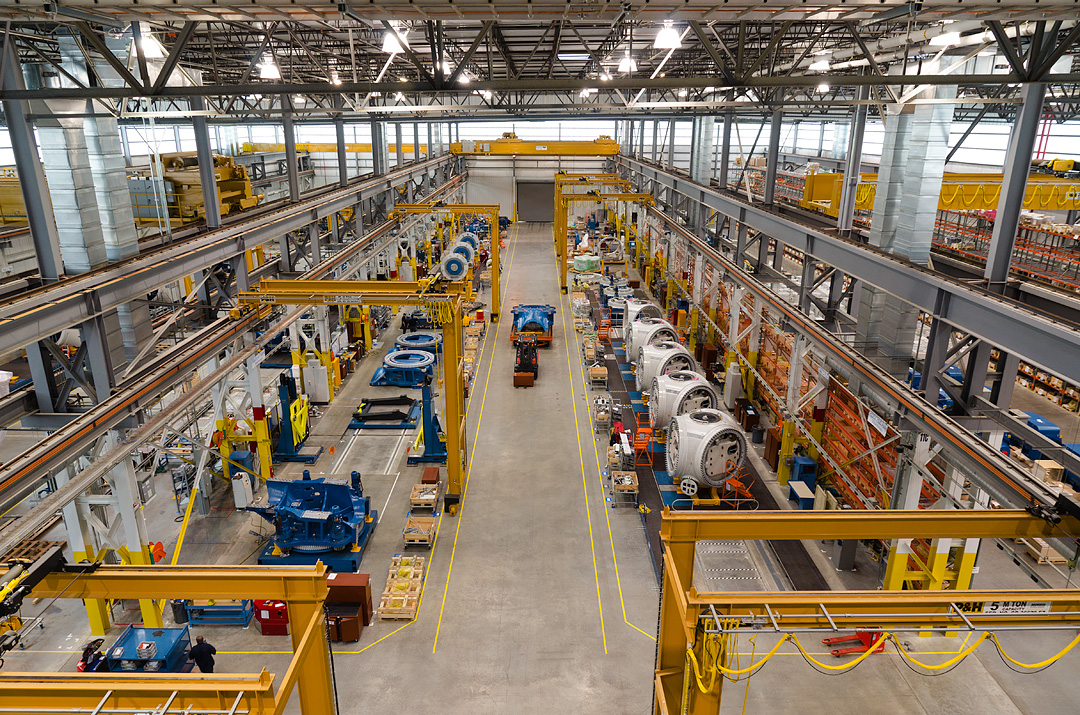
Nabenfertigung im Werk in Jonesboro, USA

In den späten 1980er und frühen 1990er Jahren bot Nordex die beiden Anlagentypen N27/250 und N27/150 an, wobei letztere eine Weiterentwicklung für windschwächere Standorte war. Der Anlagentyp wurde schließlich zur N29/250 erweitert. 1995 wurde das Produktportfolio deutlich ausgeweitet, als Nordex mit den in Deutschland entwickelten Prototypen der Anlagen N52/800 und N52/1000, die später zur N54/1000 weiterentwickelt wurden, in die Megawattklasse einstieg. In Dänemark wurde im gleichen Jahr die N43/600 in Serienfertigung gebracht, womit Nordex nun Anlagen dreier unterschiedlicher Leistungsklassen fertigte. Die N50/800 bildete die technische Basis für die später entwickelten N60/1300 oder N62/1300.
Technisch gehörten alle diese Anlagentypen dem Dänischen Konzept an. Dies bedeutet, dass der Rotor über ein Getriebe auf die Generatoren wirkte, die ohne zwischengeschaltete Stromrichter direkt auf das Stromnetz aufgeschaltet waren. Daher mussten die Anlagen netzsynchron mit einer konstanten Rotordrehzahl betrieben werden. Durch Polumschaltung stand jeweils eine Drehzahl für niedrige und eine Drehzahl für hohe Leistungen zur Verfügung. Die Leistung wurde per Stallregelung begrenzt; die Rotorblätter waren also durch umklappende Blattspitzen aerodynamisch so gestaltet, dass es bei zu hoher Windgeschwindigkeit zu einem Strömungsabriss kam und die Anlage so vor Überlast geschützt war. Dieses Konzept war einfach und günstig zu realisieren, weswegen es in den 1980er und frühen 1990er Jahren bei vielen Herstellern zum Einsatz kam. Jedoch waren Effizienz und Wirkungsgrad insbesondere durch die starren Rotordrehzahlen, die oft weit neben dem aerodynamischen Optimum lagen, deutlich geringer als bei später entwickelten Regelungsmechanismen. Daher erwies sich dieses Konzept zunehmend als veraltet.
Daraufhin entwickelte Nordex mit der N80/2500 eine völlig neue Windkraftanlage, deren Prototyp im Februar 2000 im Beisein von Bundeskanzler Gerhard Schröder und Wolfgang Clement, damals Ministerpräsident von Nordrhein-Westfalen, im Windtestfeld Grevenbroich errichtet wurde. Dieser Typ war 2000 die erste Serienwindkraftanlage mit 2,5 MW Nennleistung. 2003 folgte mit der N90/2300 eine für schwächere Winde ausgelegte Weiterentwicklung dieser Anlage. Im Jahr 2007 wurde die Produktfamilie, zu der auch die 2005 hinzugekommene N90/2500 zählt, grundlegend überarbeitet. Die neuen Anlagen firmierten von nun an unter Generation Beta. 2008 wurde die erste N100/2500 aufgestellt.
Parallel dazu fertigte der zuvor insolvent gegangene und von Nordex übernommene Hersteller Südwind ab 2001 Anlagen der 1,5-MW-Klasse (ProTec MD 1.500 kW) – die ursprünglich von „pro + pro Energiesysteme“ (einem Tochterunternehmen der aerodyn Energiesysteme und Denker & Wulf) entwickelte S70 und später die S77 – in Lizenz. Diese Anlagen hatten eine Pitch-Regelung und speisten über Stromrichter ins Netz ein, wodurch sie mit variabler Drehzahl betrieben werden konnten.

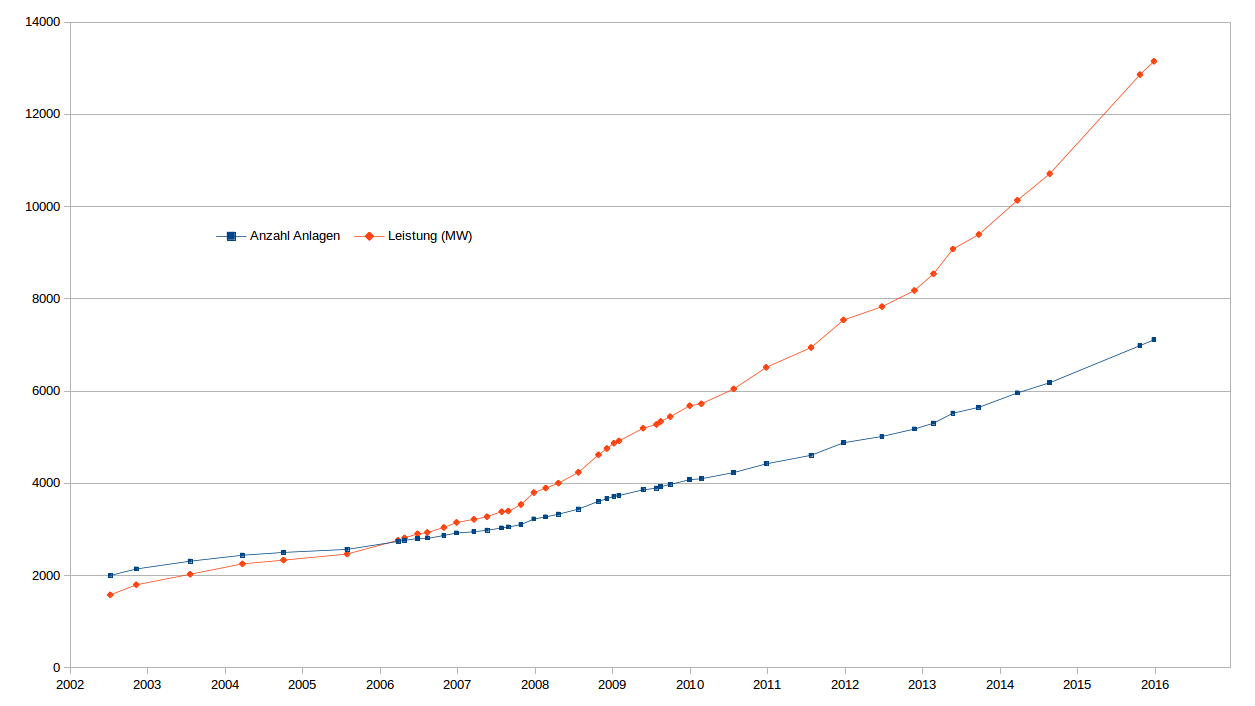
Installierte Anlagen und deren Gesamt-Leistung ab 2002

| Typ         | Nennleistung (in kW) | Erscheinungsjahr | Bemerkungen                                                                                   | Stück |
| ----------- | -------------------- | ---------------- | --------------------------------------------------------------------------------------------- | ----- |
| N27/150     | 150                  | 1988             | für schwächere Standorte als N27/250                                                          | 1425  |
| N27/250     | 250                  | 1987             | größte Serienanlage der Welt                                                                  | 1425  |
| N29         | 250                  |                  | N27/250 mit vergrößertem Rotor                                                                | 1425  |
| N43         | 600                  | 1994             | Mk1, Mk2 und Mk3                                                                              | 1425  |
| S46         | 600/750              | 1996             | Lizenzbau, ehemalige Produktion von Südwind                                                   | 1425  |
| N50         | 800                  |                  | Basis für N52/1000                                                                            | 1425  |
| N52         | 800/1.000            | 1995             |                                                                                               | 1425  |
| N54         | 1.000                | 1996             | Mk1, Mk2, Mk3                                                                                 | 1425  |
| N60, N62    | 1.300                | 1998             | Weiterentwicklung der N54/1000                                                                | 745   |
| S70/S77     | 1.500                | 2001             | Lizenzbauten                                                                                  | 899   |
| S82         | 1.500                |                  | Weiterentwicklung der S70, S77 (speziell für Schwachwindgebiete), nur Asien/Pazifik           |       |
| AW 70/1500  | 1.500                |                  | Starkwindanlage (ehemals Acciona)                                                             |       |
| AW 77/1500  | 1.500                |                  | Mittelwindanlage (ehemals Acciona)                                                            |       |
| AW 82/1500  | 1.500                |                  | Mittel- bis Schwachwindanlage (ehemals Acciona)                                               |       |
| N80         | 2.500                | 2000             | aktiver Vertrieb 2012 eingestellt                                                             | 267   |
| N90         | 2.300                | 2003             | für schwächeren Wind, basierte auf N80/2500                                                   | 461   |
| N90/2500    | 2.500                |                  | Starkwindanlage                                                                               |       |
| N100        | 2.500                |                  | Speziell für moderaten und schwachen Wind im Binnenland ausgelegt, Serienproduktion seit 2009 |       |
| N117        | 2.400                |                  | Speziell für Schwachwindgebiete (Binnenland), Serienproduktion seit Juli 2012                 |       |
| AW 100/3000 | 3.000                |                  | Starkwindanlage (ehemals Acciona)                                                             |       |
| AW 116/3000 | 3.000                |                  | Mittelwindanlage (ehemals Acciona)                                                            |       |
| AW 126/3000 | 3.000                |                  | Schwachwindanlage (ehemals Acciona)                                                           |       |
| AW 132/3000 | 3.000                |                  | Schwachwindanlage (ehemals Acciona)                                                           |       |
| AW 140/3000 | 3.000                |                  | Schwachwindanlage, Prototyp 2018 errichtet                                                    |       |

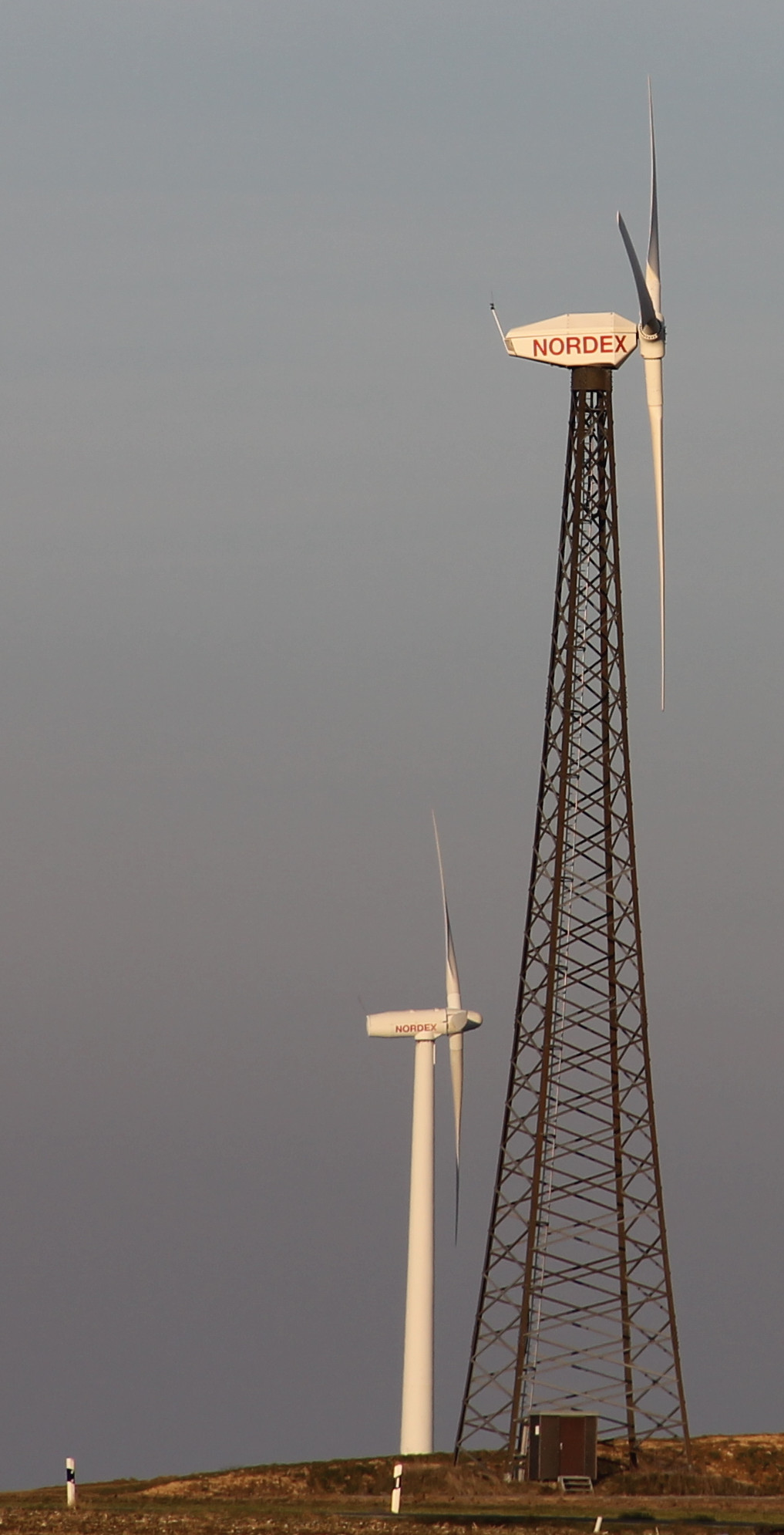
N27 (vorne) und N43 Windpark Asseln
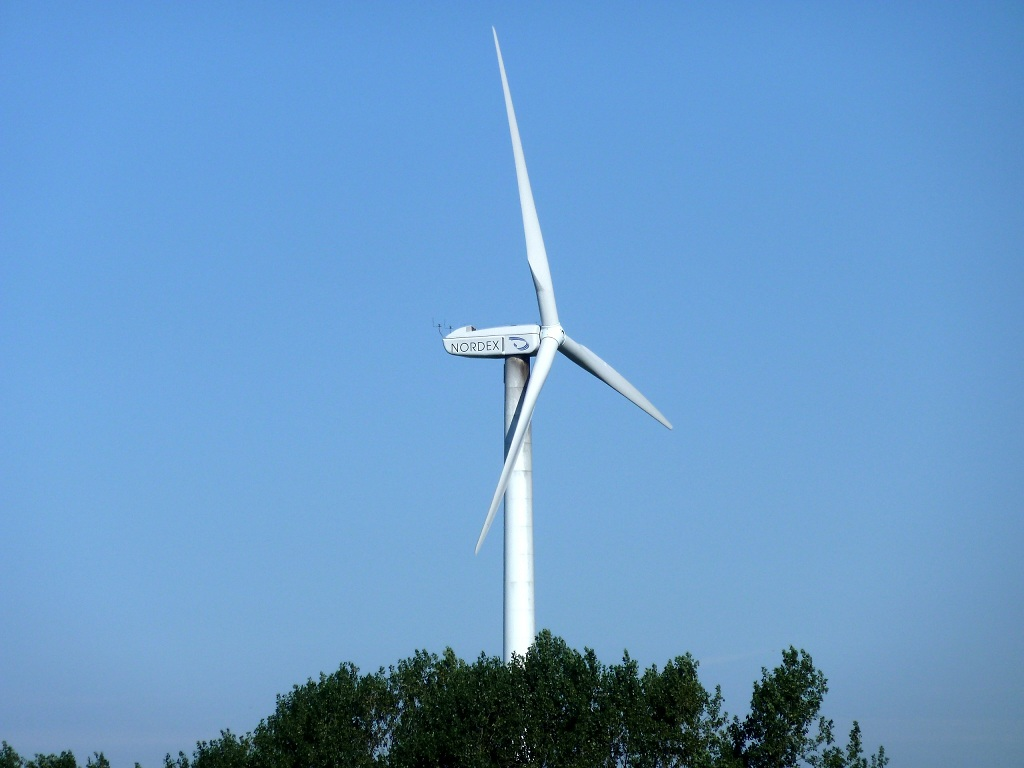
1-MW-Anlage Nordex N54 Mk2 im Windpark Rebgeshain, Hessen
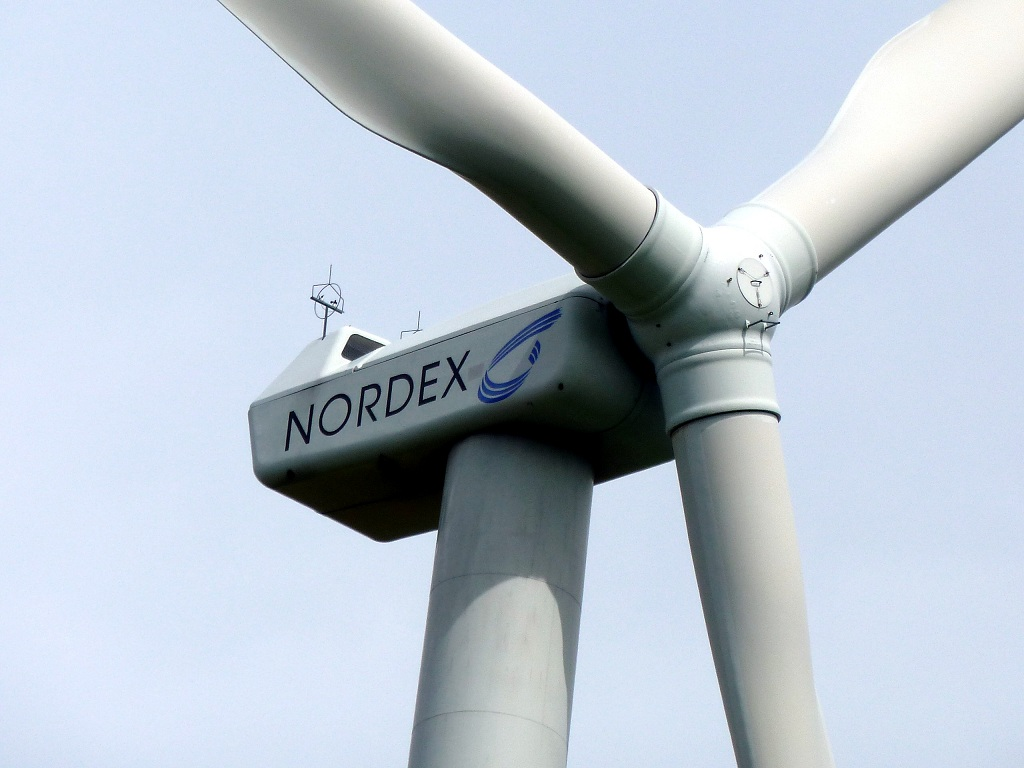
Gondel und Rotor einer Nordex N62 im Windpark „Goldner Steinrück“, Hessen
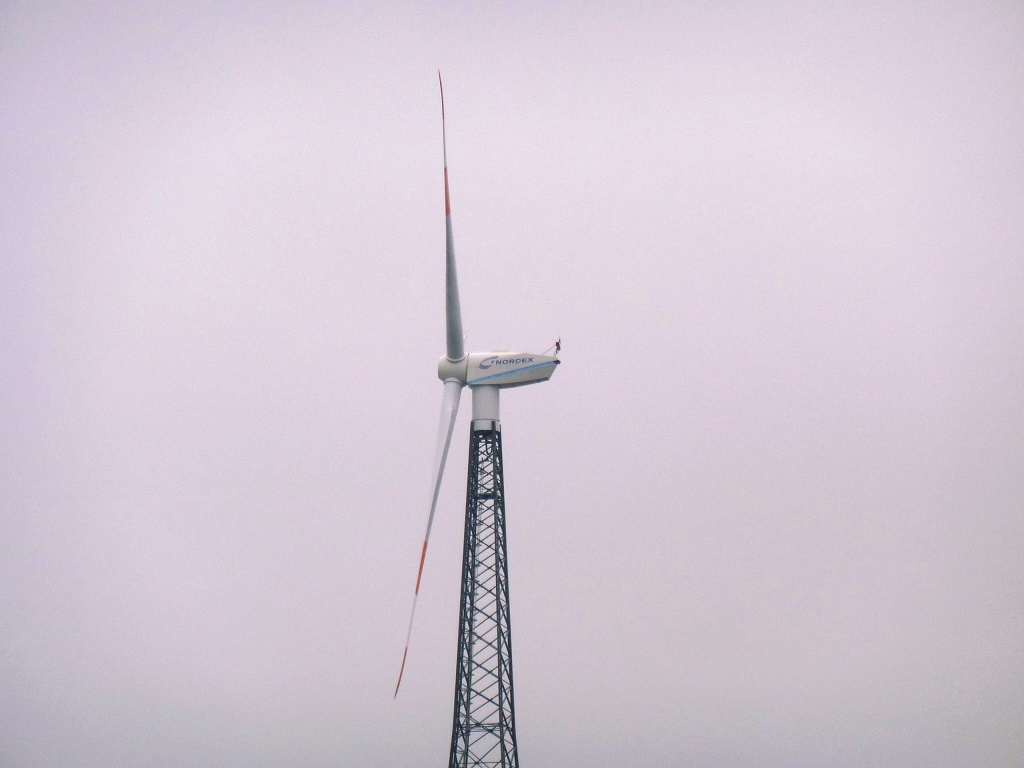
Nordex (Südwind) S77 mit 111,5 m hohem Stahlfachwerkturm bei Hilgershausen, Hessen
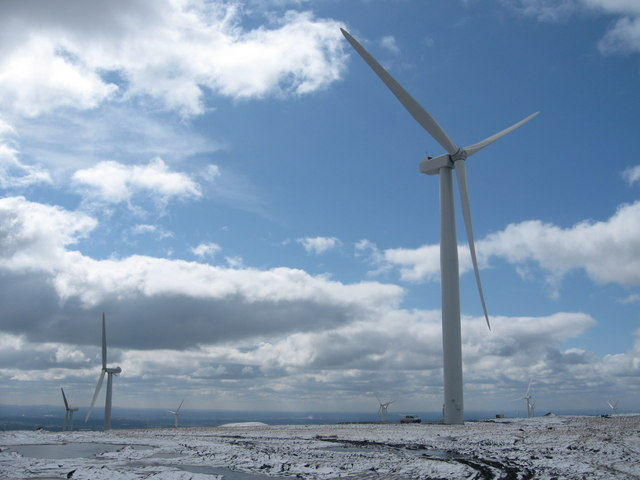
Nordex N80 (Beta) im Windpark Scout Moor, England

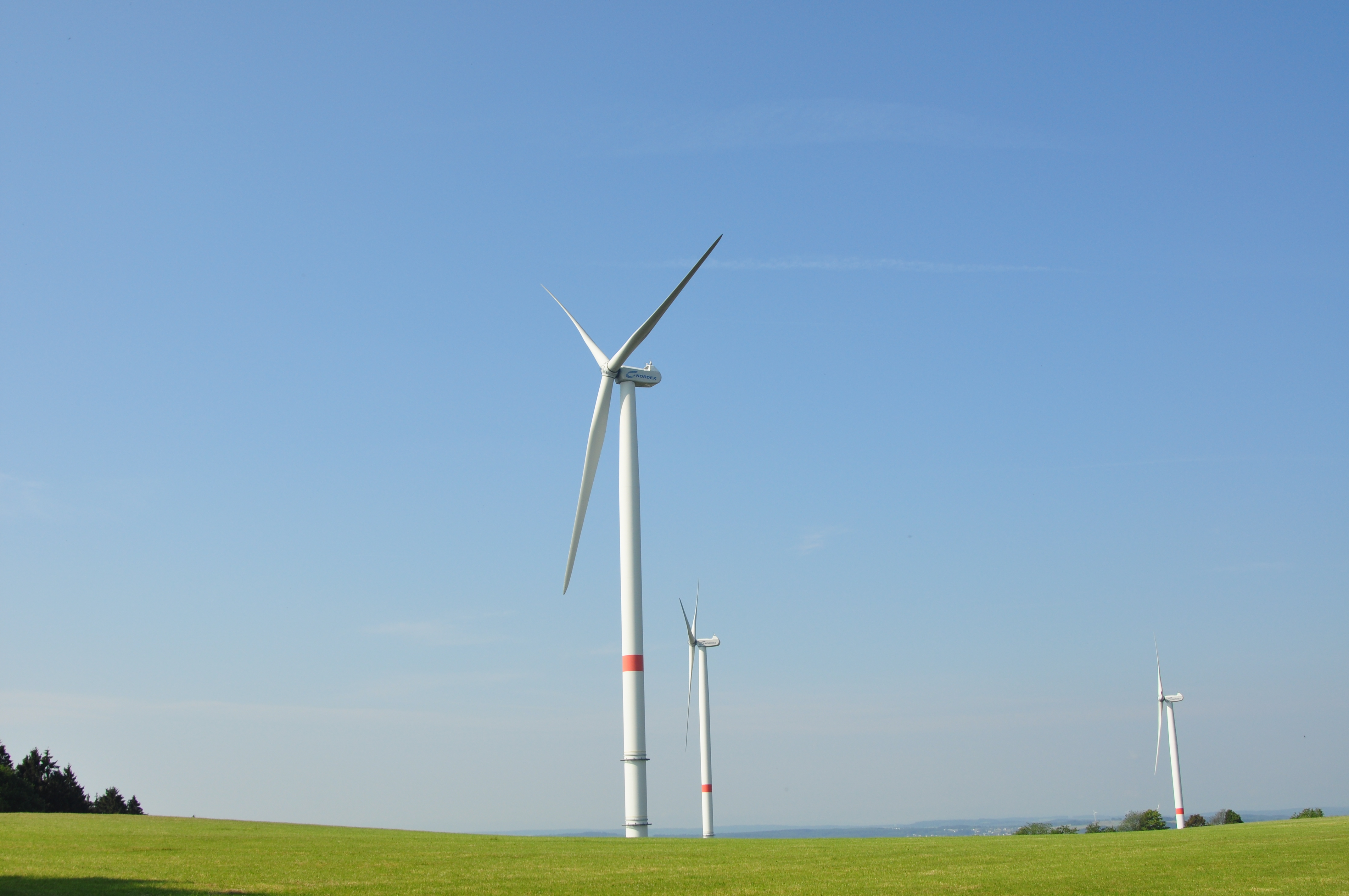
Nordex N90/2300 (Beta) im Windpark Gebhardshain, Rheinland-Pfalz

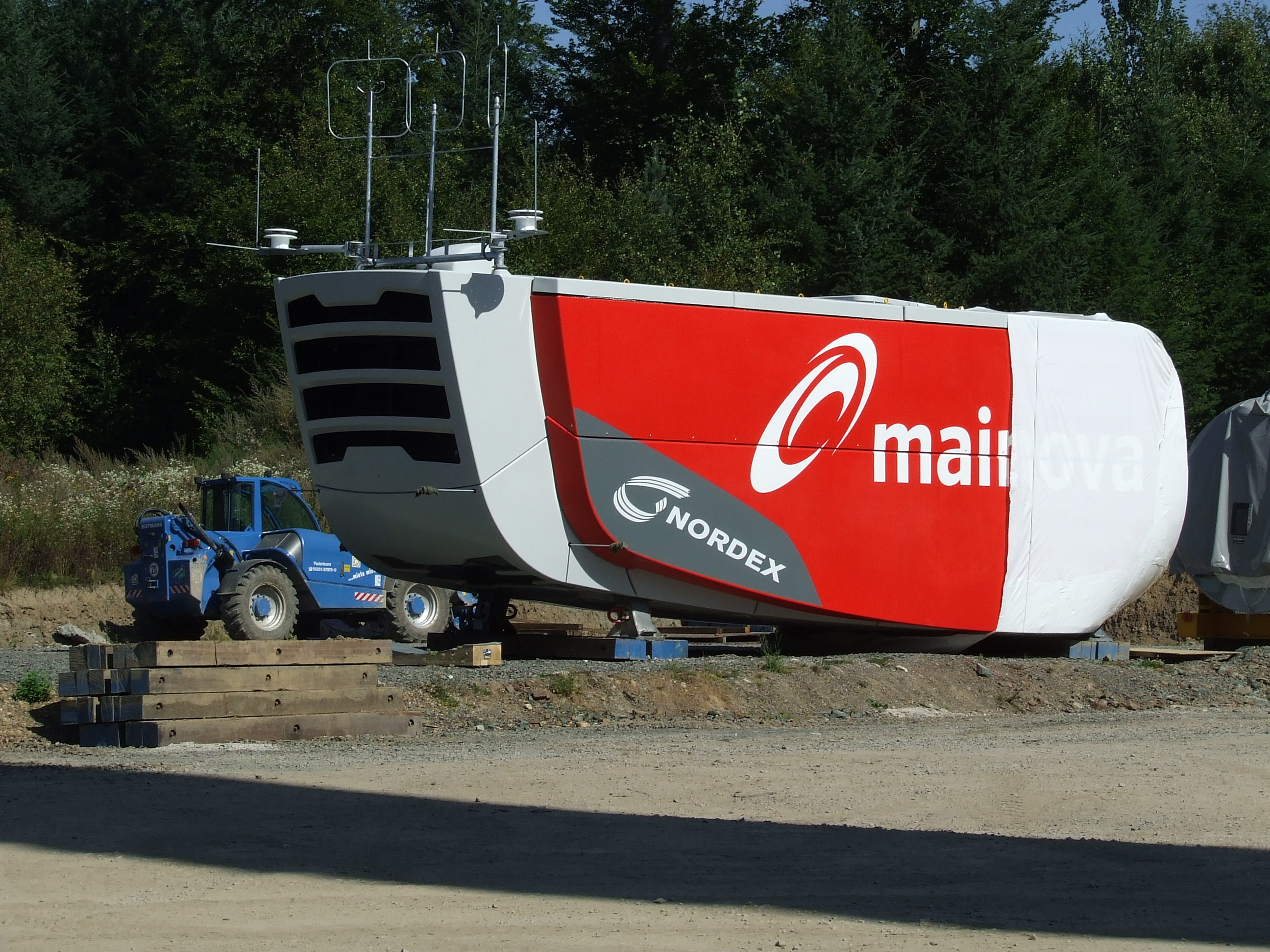
Maschinenhaus einer N117/2400

#### Nordex Gamma-Klasse
Die Gamma-Klasse ist die dritte Evolutionsstufe der seit 2000 gefertigten 2,5-MW-Klasse und löste 2010 die Vorgängergeneration Beta ab. Dabei wurden auch die Typenklassen der bestehenden Anlagen angehoben, womit nun die N90/2500 für Starkwindsituationen und die N100/2500 außer für Schwachwindstandorte auch für moderate Windstandorte geeignet ist. Neu zur Gamma-Klasse hinzu kam die speziell für Schwachwindstandorte konzipierte N117/2400, die im Juli 2012 in Serienfertigung ging. Die N80/2500 (Gamma) gehörte ebenfalls zu dieser Plattform, wird aber nach der Windklassenanhebung der N90/2500 nicht mehr angeboten.
Die Zertifizierung der Erzeugungseinheiten nach der seit Anfang 2014 gültigen 4. Ergänzung der Mittelspannungsrichtlinie durch die FGH GmbH (seit Mai 2015: FGH Zertifizierungsgesellschaft mbH) wurde nach Unternehmensangaben im März 2014 abgeschlossen.
Die Plattform basiert auf einem einheitlichen modularen Konzept. Sie wurde gegenüber der Generation Beta verbessert, ist für höhere Windgeschwindigkeiten geeignet und vor allem wartungsfreundlicher. Die Plattform ist mit einem rückseitigen Einstieg in die Rotornabe und einem internen Kran ausgestattet, mit dem sich Komponenten bis zu einem Gewicht von einer Tonne warten und austauschen lassen. Zudem lassen sich die meisten Arbeiten ohne Öffnung des Maschinenhausdaches und somit wettergeschützt durchführen.

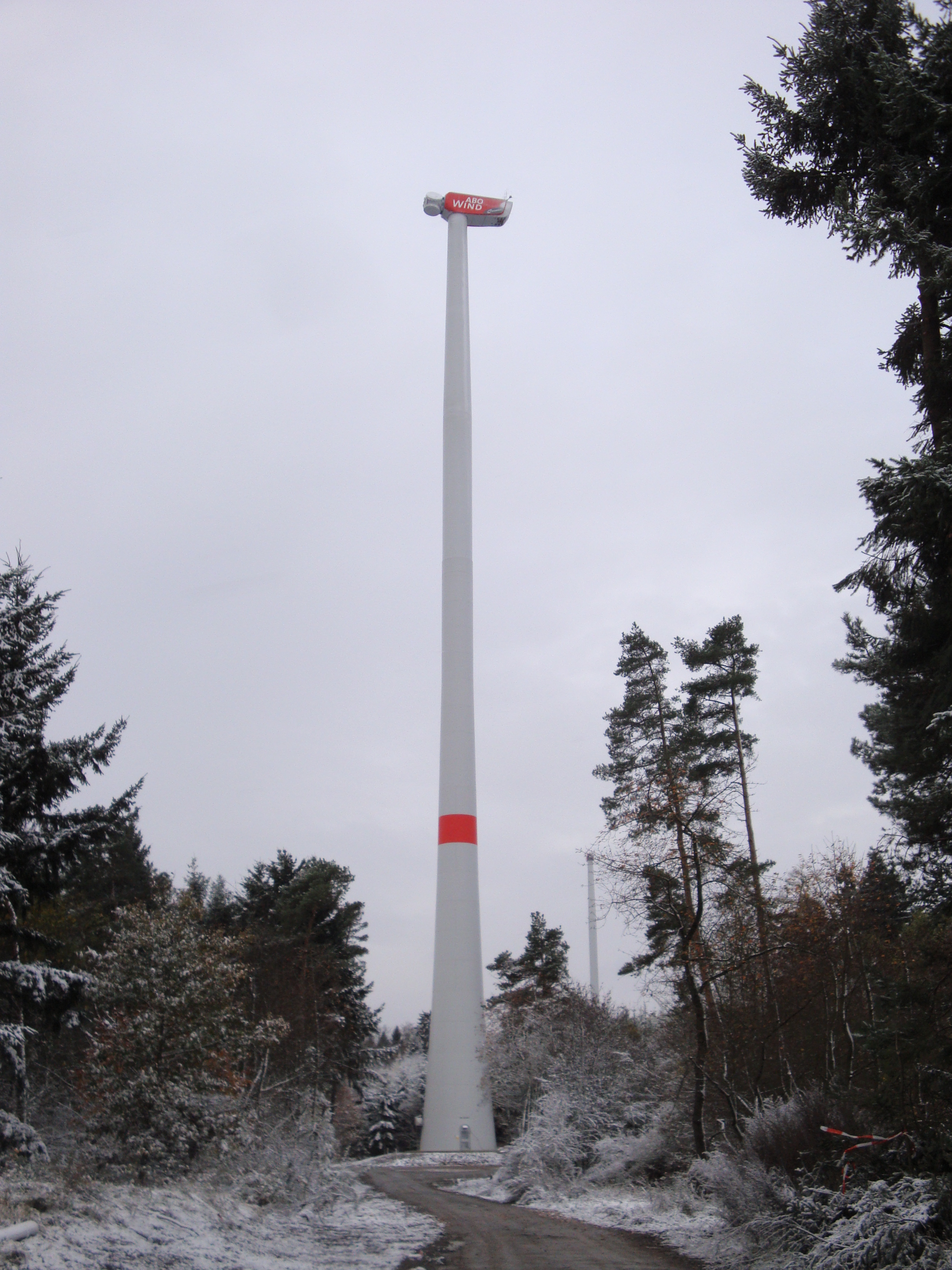
Unfertige Nordex N117/2400 an einem Waldstandort in Hessen (Windpark Hohenahr)

| Typ                         | N90/2500                              | N100/2500                             | N117/2400                             |
| --------------------------- | ------------------------------------- | ------------------------------------- | ------------------------------------- |
| Nennleistung (kW)           | 2.500                                 | 2.500                                 | 2.400                                 |
| Rotordurchmesser (m)        | 90                                    | 100                                   | 117                                   |
| Überstrichene Fläche (m²)   | 6.362                                 | 7.823                                 | 10.715                                |
| Fläche pro Leistung (m²/MW) | 2.548                                 | 3.129                                 | 4.480                                 |
| Drehzahl pro Minute         | 10,3–18,1                             | 9,6–16,8                              | 7,5–13,2                              |
| Getriebe                    | ja                                    | ja                                    | ja                                    |
| Generator                   | doppelt gespeister Asynchrongenerator | doppelt gespeister Asynchrongenerator | doppelt gespeister Asynchrongenerator |
| Nabenhöhe (m)               | 65/80                                 | 75/80/100 (140)                       | 91/120/141                            |
| Gesamthöhe, aufgerundet (m) | 110/125                               | 125/130/150 (190)                     | 150/180/200                           |

##### N90/2500

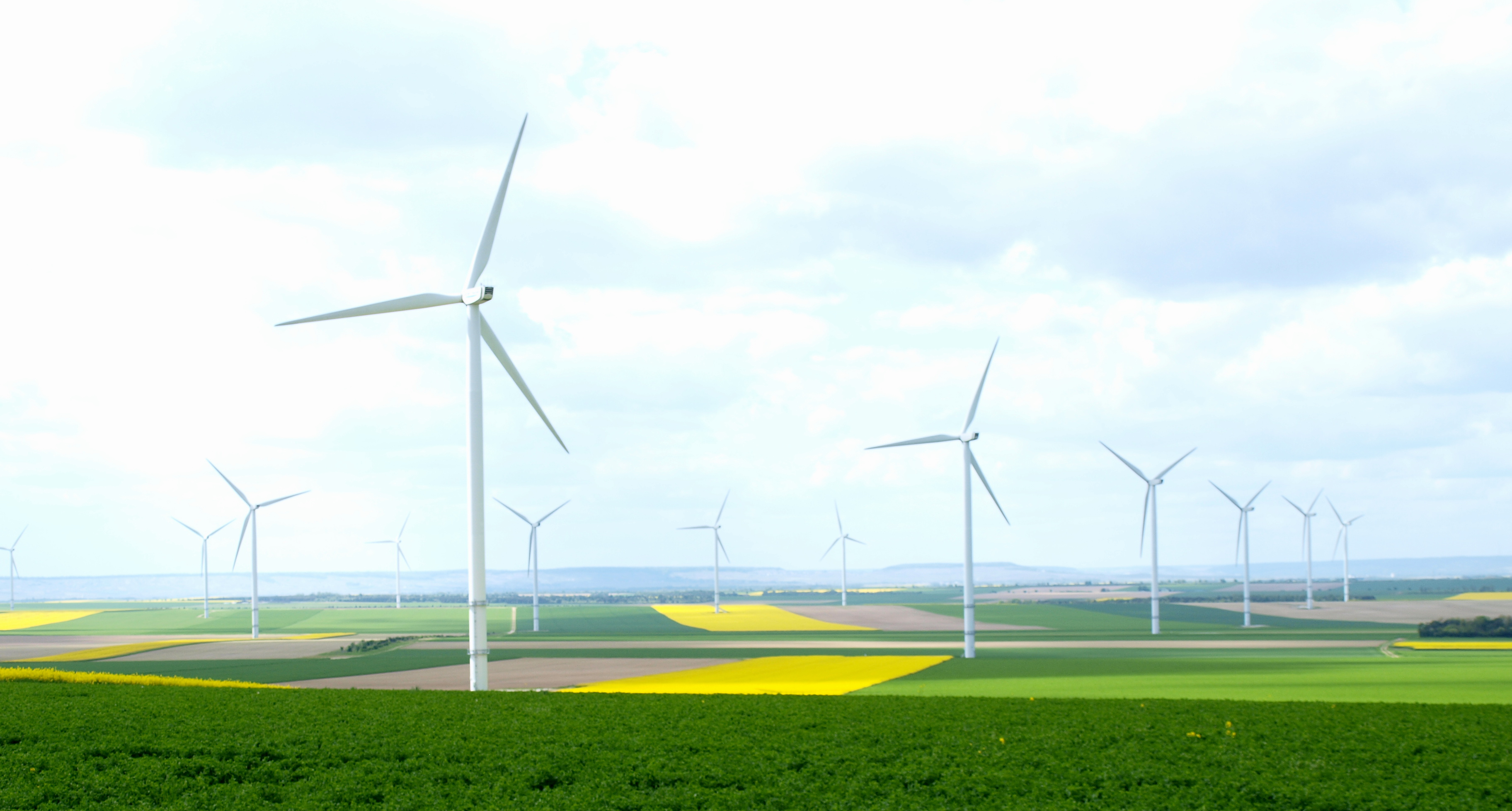
Nordex N100/2500 (Gamma) in Germinon, Frankreich

Die N90/2500 ist die Starkwindanlage in der Gamma-Klasse. War die N90/2300, aus der sie entwickelt wurde, noch für mittlere bis schwache Standorte im Binnenland konzipiert, ist die Anlage in der Gamma-Klasse seit einer Windklassenanhebung im Jahr 2011 auch für Standorte der Klasse IEC 1a zugelassen. Damit löste sie die N80/2500 ab, die zunächst für Standorte mit einer Höhenbegrenzung von 100 Metern weiter angeboten wurde, schließlich jedoch nicht mehr aktiv vermarktet wurde. Erhältlich ist die Turbine auf Türmen mit 65 oder 80 Metern Höhe, die Gesamthöhe beträgt dann 110 oder 125 Meter.
Eine für Offshore-Bedingungen angepasste Version der N90/2500 ging am 15. Februar 2006 im Rostocker Breitling in Betrieb. Sie gilt als Deutschlands erste Offshore- bzw. Nearshore-Anlage.
An bestimmten Standorten mit niedriger Turbulenz kann die Leistung auf 2,65 MW gesteigert werden. Eine Massenproduktion dieser leistungsgesteigerten Version ist jedoch nicht vorgesehen.

##### N100/2500

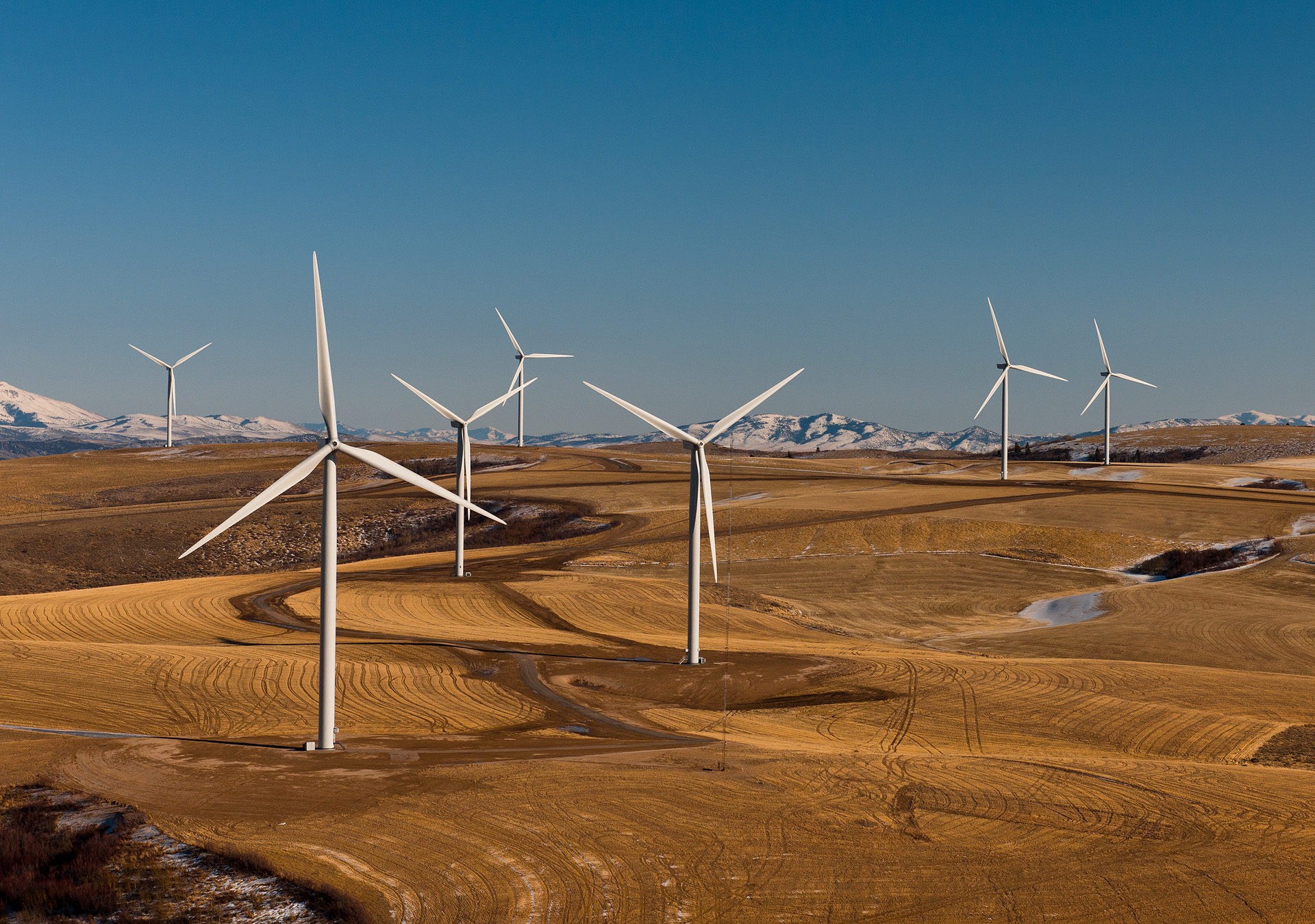
Mehrere N100/2500 in den USA

Die N100/2500 stellte Nordex im August 2007 der Öffentlichkeit vor. Die Anlage wurde auf der Basis der vorhandenen N80/2500 und N90/2500 entwickelt und hat einen neu entwickelten Rotor mit einem Durchmesser von 100 Metern. Durch die damit vergrößerte Rotorfläche von 7823 m² bei gleicher Leistung (3,13 m²/kW verglichen mit 2,55 m²/kW bei der N90/2500) sollte der Ertrag auf Binnenlandstandorten erhöht werden. Die Turbine wurde somit zunächst als dezidierte Schwachwindanlage mit durchschnittlichen Windgeschwindigkeiten bis 7,5 m/s (IEC 3) vermarktet. Erste Vorserienmaschinen wurden 2008 ausgeliefert, die Serienfertigung begann im Jahr 2009. Das erste Projekt mit diesen Anlagen war der Bau des Windpark Germinon (siehe Bild rechts), wo 30 Windkraftanlagen dieses Typs aufgestellt wurden. Dies waren zugleich die ersten Serienanlagen der Gamma-Klasse. Betreiber ist GDF Suez.
Im Zuge der Markteinführung der N117/2400 im Jahr 2011, die nun die N100/2500 als Schwachwindanlage ablöste, wurde die Windklasse der N100/2500 durch Verstärkung hochbelasteter Teile auf IEC2 (mittlere Windbedingungen bis 8,5 m/s) angehoben; zudem wurde die Abschaltwindgeschwindigkeit von 20 m/s auf 25 m/s erhöht. Die grundsätzlichen Spezifikationen der Anlage blieben dabei erhalten, wodurch sich auf Standorten mit mittleren Windbedingungen der Ertrag gegenüber der hier zuvor eingesetzten N90/2500 steigerte. Errichtet wurde die N100/2500 zunächst auf Stahlrohrtürmen mit 100 Metern Nabenhöhe, dazu kamen schließlich weitere Stahlrohrtürme mit 75 oder 80 Metern für Standorte mit moderaten Windbedingungen. Für Schwachwindstandorte wurde gemeinsam mit dem Unternehmen Max Bögl ein 140-Meter-Hybridturm entwickelt, der Anfang 2012 in Serie ging und ebenso für die N117/2400 genutzt wird. Er besteht aus einem auf der Baustelle gegossenen Spannbetonunterteil mit aufgesetztem Stahlrohr. Weil das Unterteil nicht im Ganzen transportiert werden muss, sind unten am Turm größere Durchmesser möglich und die Anlage erreicht die erforderliche höhere Eigenfrequenz.

##### N117/2400

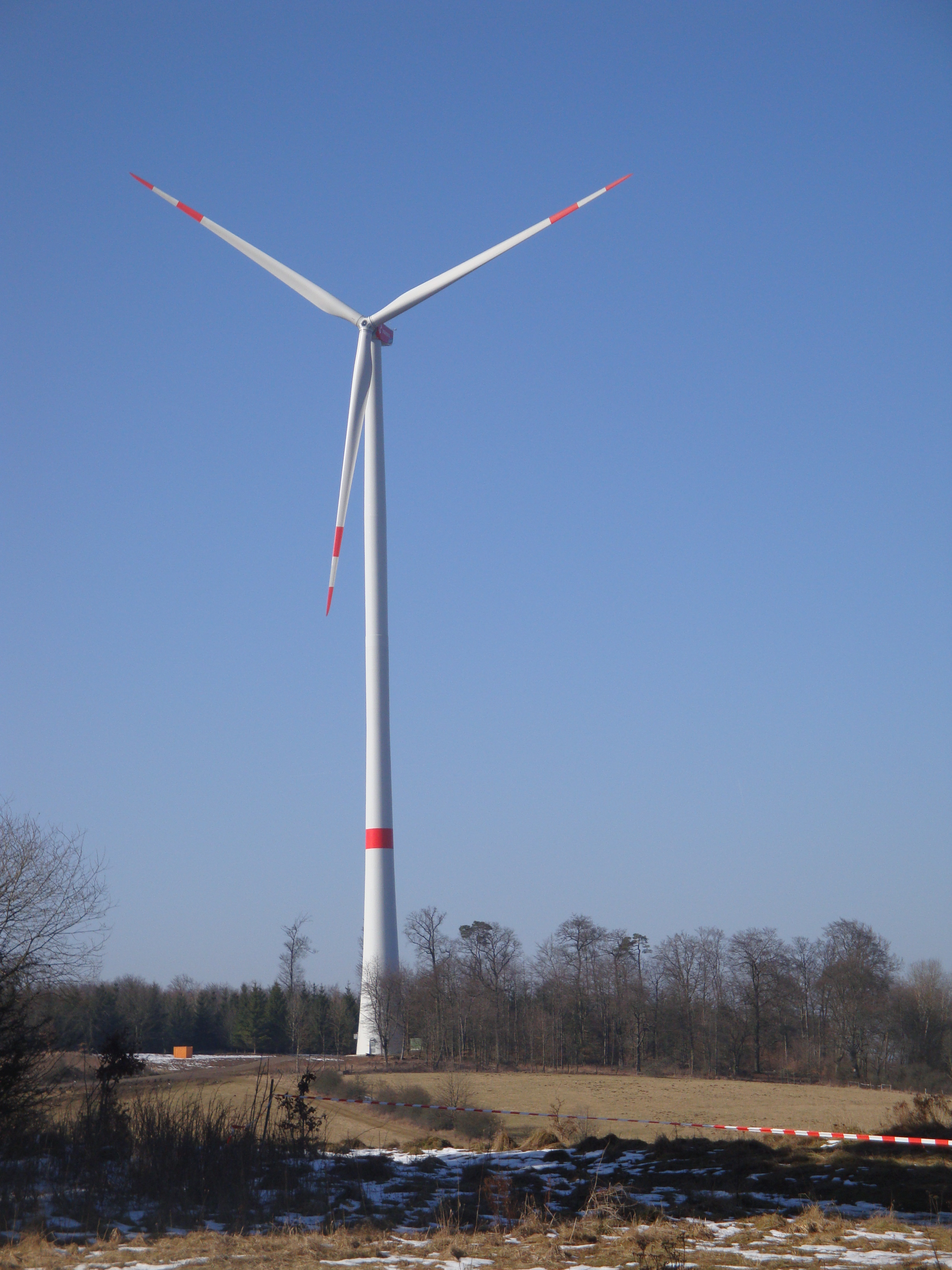
Eine Nordex N117 (Gamma) mit 141 Meter Nabenhöhe (Fertigteilbeton-Stahl-Hybridturm) im Windpark Hohenahr

Bei der N117/2400 handelt es sich um eine „Schwachwindanlage“, die speziell für schwächere Windstandorte (bis 7,5 m/s durchschnittliche Jahreswindgeschwindigkeit) konzipiert wurde. Charakteristisch für derartige Windkraftanlagen ist eine besonders große Rotorfläche pro kW installierter Leistung (bei der N117/2400 4,48 m²/kW), um bereits bei niedrigen Windgeschwindigkeiten relativ hohe Erträge zu erwirtschaften, sowie ein hoher Turm, um die stärkeren und turbulenzärmeren Winde in größerer Höhe besser erschließen zu können.
Die N117/2400 kommt somit vor allem für Binnenlandstandorte in Frage. Technisch basiert die Anlage auf der 2,5-MW-Gamma-Klasse, zu der auch die aktuellen Anlagen N80, N90 und N100 mit jeweils 2,5 MW Nennleistung gehören. Wie diese hat die Anlage ein Getriebe, das die Rotordrehzahl auf die für den doppelt gespeisten Asynchrongenerator benötigte höhere Drehzahl übersetzt. Teilumrichter erzeugen ein langsam und mit regelbarer Geschwindigkeit umlaufendes Erregerfeld, das den Betrieb des Rotors mit variabler Drehzahl nahe seines aerodynamischen Optimums ermöglicht. Der produzierte Strom hat die Netzfrequenz von wahlweise 50 oder 60 Hertz und wird über einen Transformator ins Mittelspannungsnetz eingespeist.
Zertifiziert ist die Anlage für Standorte der Windklasse IEC 3a, d. h. für Standorte mit einer durchschnittlichen Windgeschwindigkeit von 7,5 m/s bei hoher Turbulenzintensität von bis zu 18 %. Ist die Turbulenzintensität geringer, können die Anlagen auch auf Standorten mit höherer Windgeschwindigkeit eingesetzt werden. Ein Beispiel hierfür ist der Windpark Pampa in Uruguay, wo nur niedrige Turbulenzgrade von 14 % herrschen, die durchschnittliche Windgeschwindigkeit aber bei 7,9 m/s liegt. Auf diesem Standort soll ein Kapazitätsfaktor von 51 % erreicht werden. Dies ist ein außergewöhnlich hoher Wert für einen Onshore-Windpark und wird üblicherweise nur von Offshore-Windparks erreicht.
Vom Hersteller wird die N117/2400 auf drei unterschiedlichen Turmvarianten angeboten, die Gesamthöhen bis zur Blattspitze in 12-Uhr-Position von rund 149, 179 oder 199 Metern ermöglichen. Außer zwei 91 Meter oder 120 Meter hohen Stahltürmen steht ein 141 Meter hoher Fertigbeton-Stahl-Hybridturm zur Verfügung, der im unteren Bereich bis auf eine Höhe von 91 Metern aus Betonfertigteilen besteht und oben aus Stahl. Die Fläche des Fundaments des Stahlbeton-Hybridturms beträgt bei einem Durchmesser von 22,5 Metern rund 400 m², eingebaut werden hierfür rund 93 Tonnen Bewehrungsstahl sowie 670 m³ Ortbeton. Die Masse des Maschinenhauses beträgt inklusive Triebstrang und Generator 106 Tonnen. Der Rotor inklusive der Nabe wiegt 58,7 Tonnen, ein einzelnes Rotorblatt 10,4 Tonnen. Damit sind die 58,5 Meter langen Rotorblätter der N117/2400 trotz größerer Länge etwas leichter als die knapp 50 Meter langen Blätter der N100. Ermöglicht wird dies beispielsweise dadurch, dass hochbelastete Teile der Blätter aus CFK statt aus GfK hergestellt sind.
Der Prototyp der N117/2400 wurde im Dezember 2011 im Bürgerwindpark Stadum errichtet, wo die Anlage bei einer durchschnittlichen Windgeschwindigkeit von 7,4 m/s jährlich 9,9 GWh erzeugen soll. 2012, im ersten vollen Betriebsjahr, produzierte die Anlage trotz zeitweiser Abschaltungen für Tests und Zertifizierungsmaßnahmen rund 7,8 GWh Strom, entsprechend rund 3.250 Volllaststunden. Unter Referenzbedingungen erzielt die N117/2400 mit einer Nabenhöhe von 141 Metern rund 3.960 Volllaststunden.
Die N117/2400 ist seit Verkaufsstart im Jahr 2011 stark nachgefragt. Ende Juni 2013, ein Jahr nach Beginn der Serienfertigung, waren 188 Anlagen dieses Typs installiert, im Januar 2015 601 Anlagen. Im Jahr 2014 entfielen rund 39 % des gesamten neuen Auftragseingangs von Nordex auf dieses Modell, wobei alleine in Deutschland 186 Anlagen dieses Typs verkauft wurden. 2013 wurde die N117/2400 vom Branchen-Fachmagazin Windpower Monthly als Windkraftanlage des Jahres ausgezeichnet.

#### AW3000-Plattform

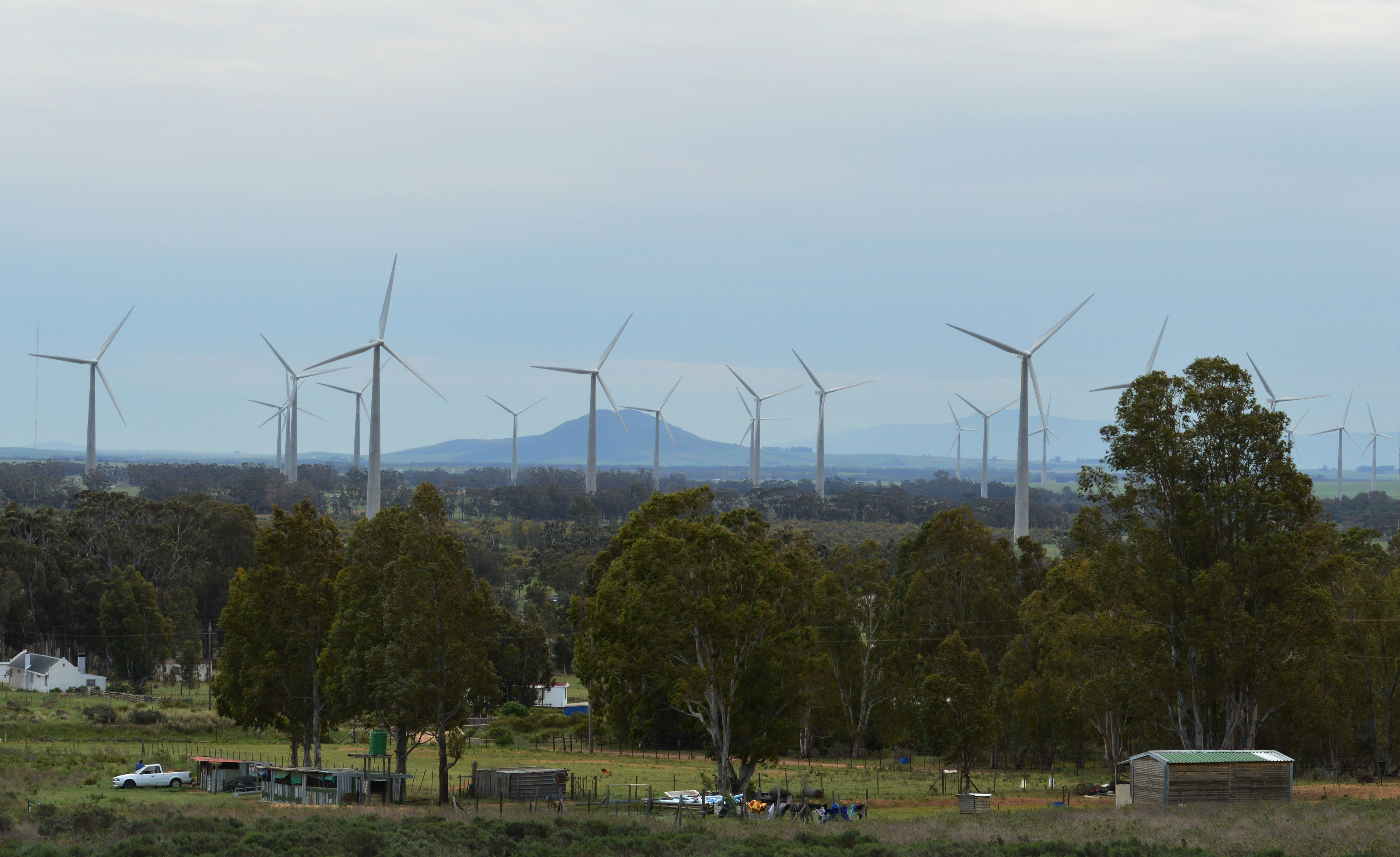
Acciona-Windpark, 2015 Gouda (Südafrika)

Die AW3000-Plattform besteht aus sechs verschiedenen Anlagentypen. Der Prototyp der AW 100 wurde 2008 errichtet, später kamen sukzessive weitere Anlagen für schwächere Windbedingungen hinzu. Mit der Übernahme von Acciona Windpower durch Nordex im April 2016 werden AW3000-Anlagen nun von Nordex vermarktet. Die Konstruktion der Plattform greift auf einen Antriebsstrang mit Getriebe und doppelt gespeistem Asynchrongenerator zurück.
Im Oktober 2017 stellte Nordex eine neue Schwachwindanlage der AW3000-Plattform vor. Die Anlage hat ebenfalls eine Nennleistung von 3 MW, der Rotordurchmesser wurde jedoch auf 140 Meter vergrößert. Die Serienfertigung sollte Ende 2018 anlaufen. Der Prototyp wurde im Juli 2018 in Spanien in Betrieb genommen.
| Typ                       | AW 100 | AW 116         | AW 125                        | AW 132                   | AW 140 |
| ------------------------- | ------ | -------------- | ----------------------------- | ------------------------ | ------ |
| IEC-Windklasse            | IA     | IIA            | IIB                           | IIB / S                  | S      |
| Nennleistung (kW)         | 3.000  | 3.000          | 3.000–3.300                   | 3.000–3.465              | 3000   |
| Rotordurchmesser (m)      | 100    | 116            | 125                           | 132                      | 140    |
| Überstrichene Fläche (m²) | 7.854  | 10.568         | 12.305                        | 13.720                   | 15.431 |
| Nabenhöhe (m)             | 100    | 92 / 100 / 120 | 80 / 87,5 / 100 / 120 / 137,5 | 84 / 112,5 / 120 / 137,5 | 120    |

### Aktuelle Produkte
| Typ  | Nennleistung (in kW) | Bemerkungen                                                                                    |
| ---- | -------------------- | ---------------------------------------------------------------------------------------------- |
| N100 | 3.300                | Starkwindanlage, Prototypen im Sommer 2013 errichtet, Serienfertigung Anfang 2014 angelaufen   |
| N117 | 3.000                | Mittelwindanlage, Prototyp im Sommer 2013 errichtet, Serienfertigung Anfang 2014 angelaufen    |
| N131 | 3.000                | Schwachwindanlage, Serienfertigung seit dem 2. Quartal 2015                                    |
| N131 | 3.300                | Schwachwindanlage, Serienfertigung ab dem 4. Quartal 2016                                      |
| N131 | 3.600                | Mittel- bis Schwachwindanlage                                                                  |
| N131 | 3.900                | Mittel- bis Schwachwindanlage                                                                  |
| N133 | 4.800                | Starkwindanlage                                                                                |
| N149 | 4.000–4.500          | Mittel- bis Schwachwindanlage, Prototyp 2018 errichtet, Serienfertigung ab dem 1. Quartal 2019 |

Im Juni 2021 bestand das Produktportfolio von Nordex aus zwei verschiedenen Plattformen, der Delta-Klasse und der Delta-4000-Klasse. Beide Plattformen sind pitch-geregelt und haben ein konventionelles Anlagenlayout mit Asynchrongenerator; die vom Rotor aufgenommene Energie des Windes wird über ein dreistufiges mechanisches Getriebe übersetzt und treibt einen schnelllaufenden doppelt gespeisten Asynchrongenerator an, der mit einem Frequenzumrichtern Strom mit Netzfrequenz von wahlweise 50 oder 60 Hertz produziert. Durch diese Auslegung können die Anlagen weitgehend drehzahlvariabel und dadurch mit hohem aerodynamischen Wirkungsgrad arbeiten. Zudem muss nur etwa ein Drittel der Generatorleistung über den Frequenzumrichter fließen, wodurch die Leistungselektronik im Vergleich zu Anlagen mit Synchrongenerator und Vollumrichter kleiner dimensioniert werden können. Wie bei diesen ist jedoch eine Wirk- und Blindleistungsregelung möglich. Die Lagerung ist wie bei den meisten modernen Anlagen als Drei-Punkt-Lagerung ausgeführt.

#### Nordex Delta-Klasse

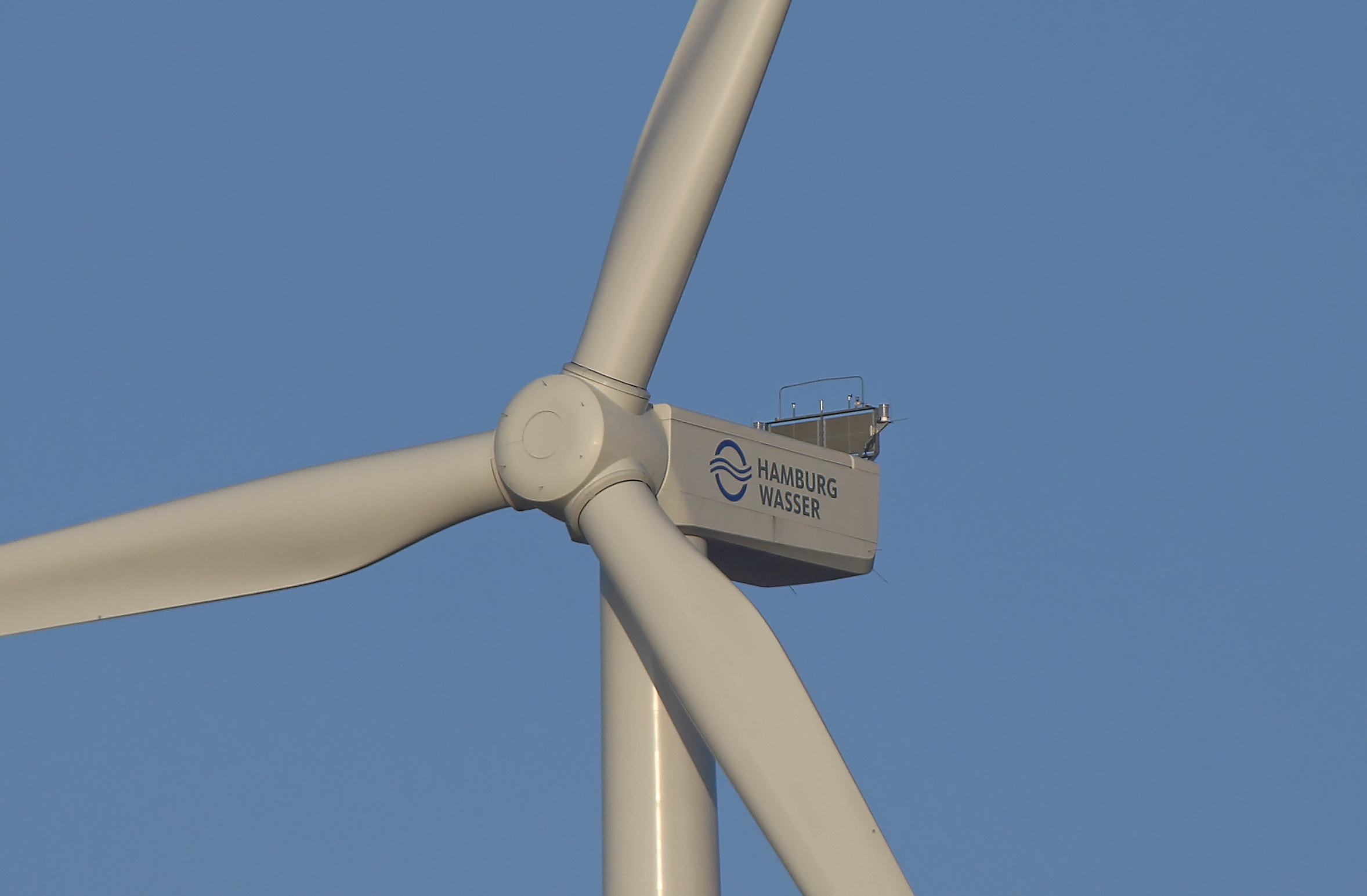
Delta-Anlage, Nahaufnahme von Nabe und Maschinengondel

Anfang Februar 2013 stellte Nordex die neue Produktplattform Generation Delta der Öffentlichkeit vor, die eine Evolutionsstufe der Gamma-Klasse ist. Die Generation Delta besteht aus drei Anlagen der 3-MW-Klasse, der N100/3300, der N117/3000 und der N131/3000, wobei letztere erst im November 2013 offiziell präsentiert wurde.
Jeweils ein Prototyp der N100/3300 und der N117/3000 wurden im Sommer 2013 im Bürgerwindpark Janneby aufgestellt, eine weitere N100/3300 im Windkraftanlagentestfeld Høvsøre in Dänemark. Daneben wurden noch wenige weitere Vorserienmaschinen mit unterschiedlichen Turmhöhen errichtet. Die Zertifizierung der beiden Anlagentypen nach IEC und DIBt durch den TÜV Nord wurde nach Unternehmensangaben im August 2013 abgeschlossen. Anfang 2014 gingen die N100/3300 und die N117/3000 in Serienfertigung, bei der N131/3000 wurde dies für das zweite Quartal 2015 angestrebt.
Technisch orientieren sich die Anlagen an der Vorgängergeneration: Sie haben weiterhin einen doppelt-gespeisten Asynchrongenerator mit Teilumrichter sowie ein dreistufiges Übersetzungsgetriebe, das die Rotordrehzahl auf die nötige Generatordrehzahl übersetzt. Allerdings wurde nach Nordex-Angaben das Maschinenhaus geräumiger und wartungsfreundlicher gestaltet und beispielsweise ein wettergeschützter, direkter Zugang durch die Gondel in die Nabe geschaffen. Alle Anlagen können mit einem Rotorblattenteisungssystem ausgestattet werden, das in kalten Klimaten im Winter eine Ertragssteigerung im Vergleich zu nichtbeheizten Blättern ermöglicht.
| Typ                         | N100/3300                             | N117/3000                             | N117/3600                             | N131/3000                             | N131/3300                             | N131/3600                             | N131/3900                             |
| --------------------------- | ------------------------------------- | ------------------------------------- | ------------------------------------- | ------------------------------------- | ------------------------------------- | ------------------------------------- | ------------------------------------- |
| Nennleistung (kW)           | 3.300                                 | 3.000                                 | 3.600                                 | 3.000                                 | 3.300                                 | 3.600                                 | 3.900                                 |
| Rotordurchmesser (m)        | 100                                   | 117                                   | 117                                   | 131                                   | 131                                   | 131                                   | 131                                   |
| Überstrichene Fläche (m²)   | 7.823                                 | 10.715                                | 10.715                                | 13.478                                | 13.478                                | 13.478                                | 13.478                                |
| Fläche (m²) pro MW          | 2.370                                 | 3.571                                 | 2.976                                 | 4.492                                 | 4.084                                 | 3.743                                 | 3.456                                 |
| Drehzahl pro Minute         | 9,0–16,1                              | 7,9–14,1                              | 7,9–14,1                              | 6,5–11,6                              | 6,8–12,4                              | 7,5–13,6                              | 7,9–14,4                              |
| Getriebe                    | ja                                    | ja                                    | ja                                    | ja                                    | ja                                    | ja                                    | ja                                    |
| Generator                   | doppelt gespeister Asynchrongenerator | doppelt gespeister Asynchrongenerator | doppelt gespeister Asynchrongenerator | doppelt gespeister Asynchrongenerator | doppelt gespeister Asynchrongenerator | doppelt gespeister Asynchrongenerator | doppelt gespeister Asynchrongenerator |
| Nabenhöhe (m)               | 75/100                                | 91/120, 141                           | 76, 84, 91, 106, 120, 141             | 99, 115, 144                          | 144, 164                              | 84, 99, 106, 120, 134, 164            | 84, 114, 120, 134, 164                |
| Gesamthöhe, aufgerundet (m) | 125/150                               | 150/180, 200                          | 135, 143, 150, 165, 179, 200          | 165/180, 200                          | 200, 230                              | 150, 165, 172, 186, 200, 230          | 150, 180, 186, 200, 230               |

##### N100/3300
Bei der N100/3300 handelt es sich um eine Starkwindanlage, die für Windbedingungen der Klasse IEC 1a zugelassen ist. Sie ergänzt damit die N90/2500. Verwendet werden die gleichen Rotorblätter wie bei der N100/2500. Errichtet werden kann die N100/3300 auf Türmen von 75 und 100 Metern Höhe, womit sich eine Gesamthöhe von 125 oder 150 Metern ergibt.

##### N117

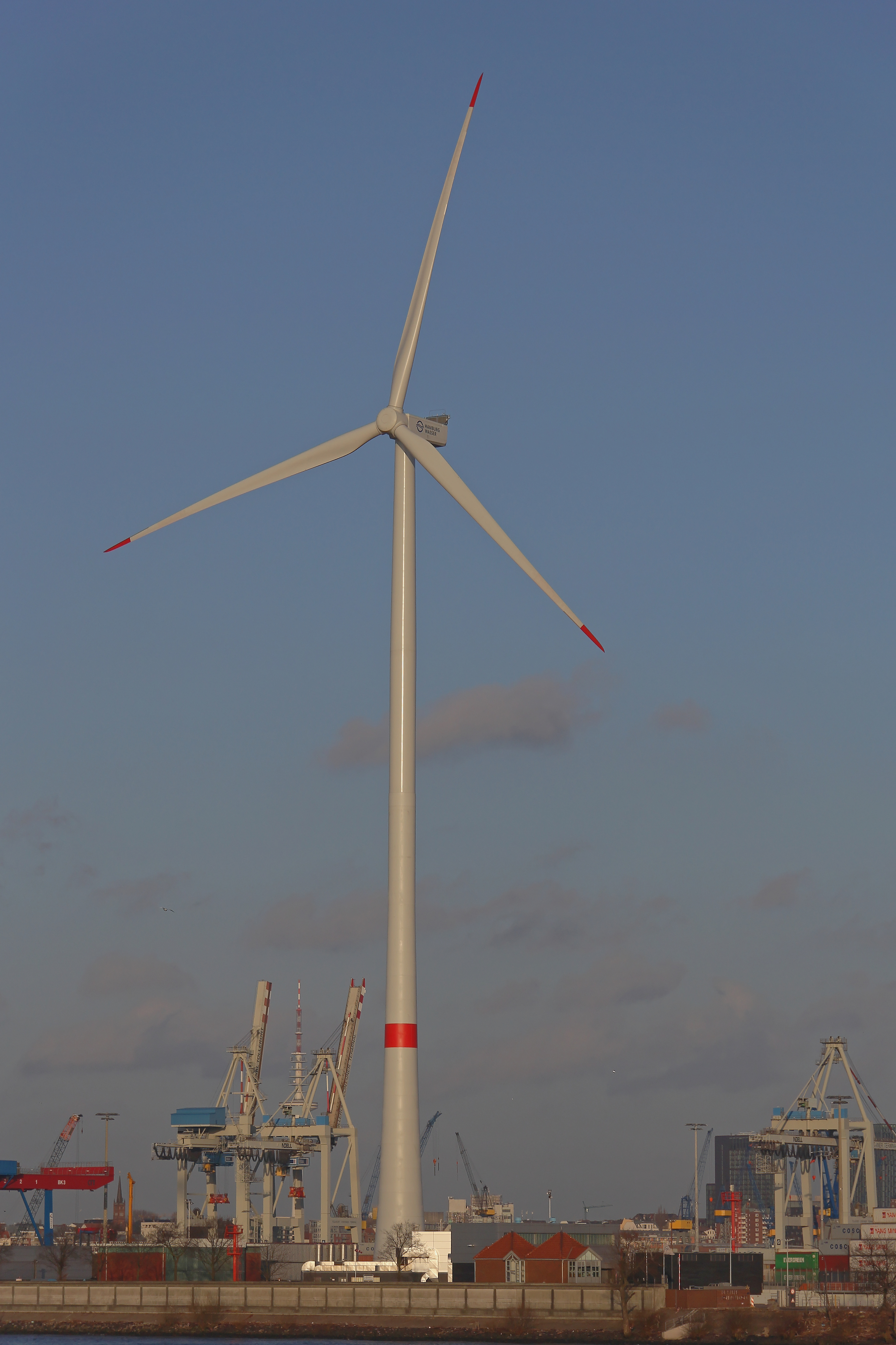
N117/3000 auf 141-m-Turm im Hamburger Hafen

###### N117/3000
Die N117/3000 ist für mittlere Windbedingungen ausgelegt. Sie hat das gleiche Rotorblattprofil wie die N117/2400, allerdings wurden die Rotorblätter durch zusätzliche Lagen von CFK verstärkt, um den höheren Belastungen standzuhalten. Auch die Turmvarianten bauen auf dem Vorgänger auf: So ist der 120-Meter-Turm der N117/3000 nun ebenfalls für IEC 2a-Standorte geeignet. Außerdem kann die N117/3000 auf einem 141-Meter-Hybridturm errichtet werden, wie er schon für die N117/2400 verwendet wird, dies jedoch nur auf Standorten der Windklasse IEC 3a. Damit sind Gesamthöhen von 150, 180 und 200 Metern möglich.

###### N117/3600

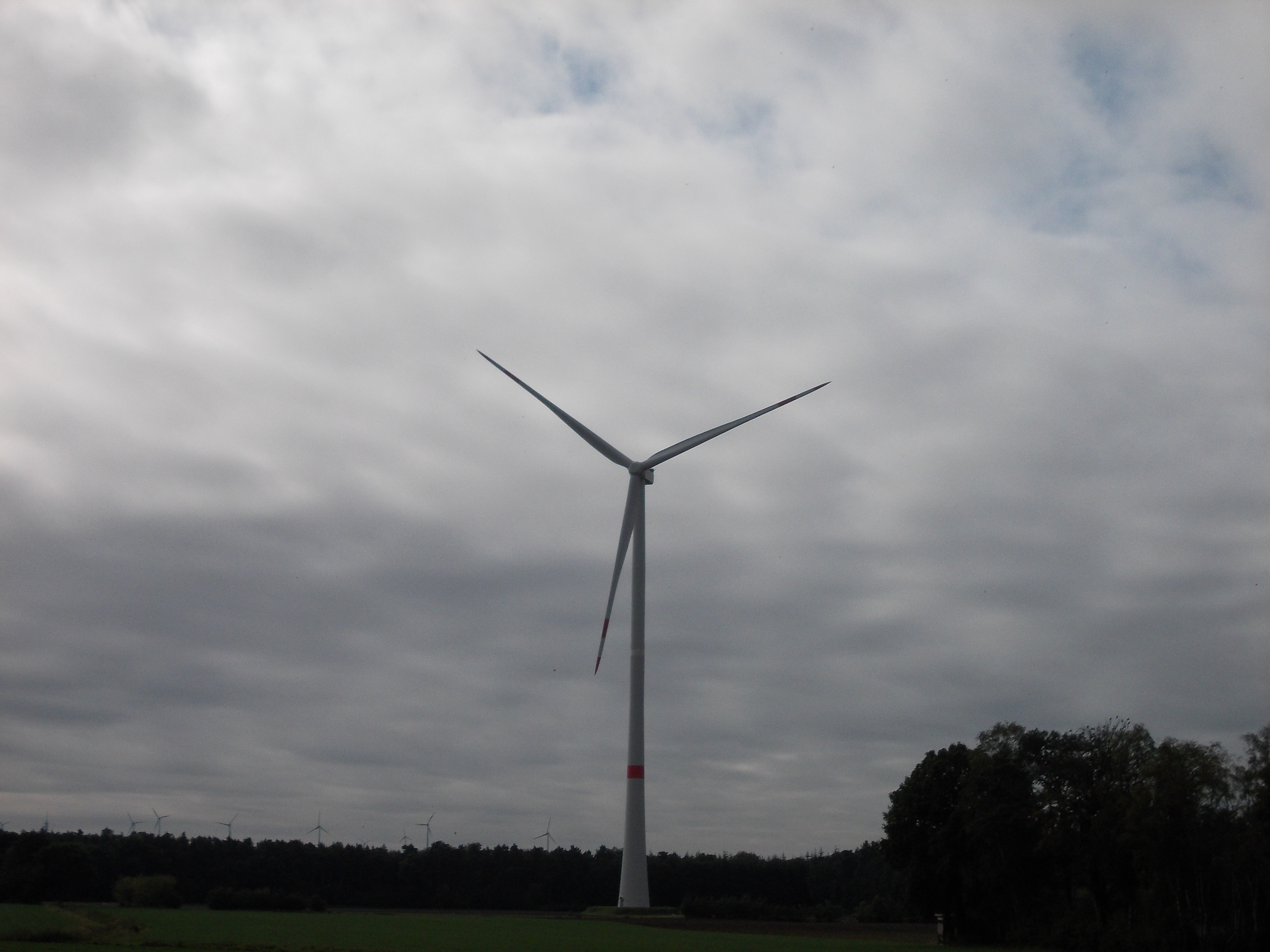
Nordex N131/3000 im Windpark Hollich. Die erste Kundenanlage des WEA-Typs

Am 3. August 2016 kündigte Nordex eine Leistungssteigerung der N117 auf 3,6 MW an. Die erste Turbine dieser Baureihe wurde im November 2016 in Admannshagen-Bargeshagen (Landkreis Rostock) installiert.

##### N131

###### N131/3000
Die N131/3000 wurde im November 2013 vorgestellt. Sie ist eine Schwachwindkraftanlage, die besonders an Standorten mit niedrigen Windgeschwindigkeiten (bis 7,5 m/s durchschnittlicher Jahreswindgeschwindigkeit) hohe Erträge erzielen soll. Damit folgt sie konzeptionell der N117/2400 nach, wobei jedoch sowohl die Nennleistung als auch der Rotordurchmesser um rund 25 % gesteigert wurden. Laut Nordex konnten damit die Stromgestehungskosten an Schwachwindstandorten im Vergleich zur Vorgängeranlage um mehr als 5 % gesenkt werden. Auch der Schallleistungspegel konnte gegenüber dem Vorgänger reduziert werden, womit die Anlage verglichen mit bestimmten Konkurrenzanlagen als besonders leise gilt. Messungen am Prototyp deuten darauf hin, dass der garantierte Schallleistungspegel in der Praxis um rund 1,5 dB(A) unterschritten wird.
Technisch gehört die Anlage zur Delta-Plattform, mit denen sie viele Komponenten teilt. Neu entwickelt wurden hingegen die 64,4 Meter langen Rotorblätter, die wie schon bei der N117 an hochbelasteten Stellen mit CFK verstärkt sind. Während die grundsätzliche Baustruktur der Blätter gleich blieb, wurde jedoch die Form verändert und das Blatt in Richtung Blattspitze deutlich schlanker, um den höheren Lasten zu begegnen und zugleich die Anlage leiser zu machen. Auch das Getriebe wurde auf niedrigere Rotordrehzahl und höheres Drehmoment ausgelegt. Der Generator ist weiterhin ein doppelt-gespeister Asynchrongenerator. Angeboten wurde die N131/3000 mit Stahltürmen von 99 und 114 Metern Höhe, dazu ist in Deutschland ein Hybridturm von 134 Metern verfügbar. Mit diesen Türmen erreicht die Anlage Gesamthöhen von rund 165, 180 und 200 Metern. Für bestimmte skandinavische Standorte sind auch Gesamthöhen von 210 Metern geplant. Der Prototyp der N131/3000 wurde im ersten Quartal 2015 im Bürgerwindpark Janneby aufgestellt.
Im September 2014 präsentierte Nordex ein Rotorblatt dieser Anlage auf der Windenergiemesse WindEnergy Hamburg, das an einem Rotorblattadapter, das heißt einem auf einem Schwertransportfahrzeug schwenkbar montierten Flansch, auf das Gelände der Hamburg Messe transportiert worden war. Bereits vor Inbetriebnahme des Prototyps erhielt Nordex den ersten Auftrag für diese Anlage.
Im Dezember 2014 wurde die N131/3000 vom Fachmagazin Windpower Monthly als Windkraftanlage des Jahres 2014 in der Klasse Onshore-Turbinen ab 3 MW Nennleistung ausgezeichnet.

###### N131/3300

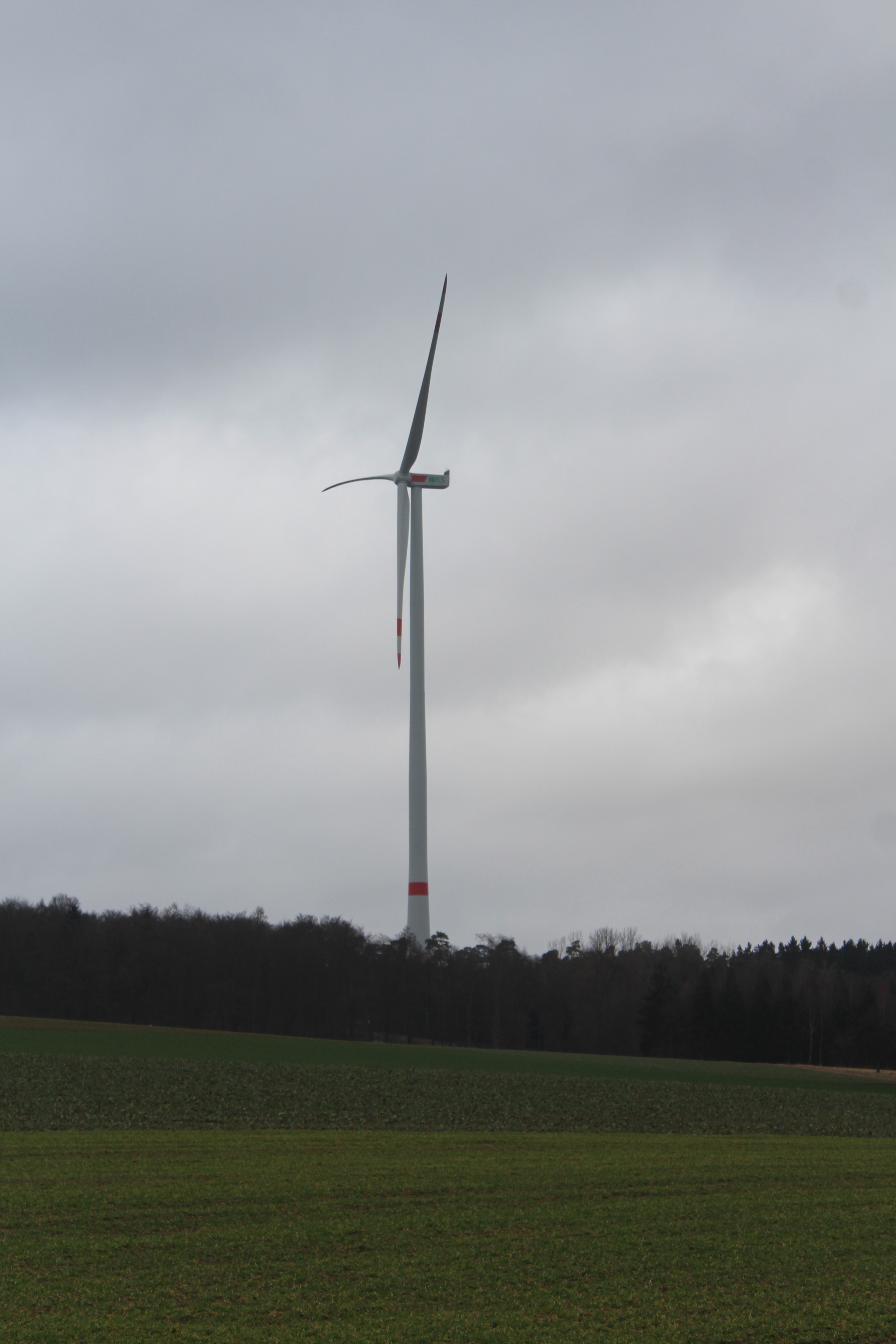
Prototyp der N131/3300 mit 164 Meter Nabenhöhe in Hausbay

Im September 2015 stellt Nordex auf der HUSUM WindEnergy eine um 10 % stärkere Version der N131-Turbine mit 3,3 MW Nennleistung vor. Sie ist für deutsche Schwachwindstandorte konzipiert und deshalb auf einem besonders hohen 164-m-Turm erhältlich, der insbesondere im Binnenland die Erträge steigern soll. Der Prototyp wurde im Dezember 2015 in Brandenburg errichtet. Im Juni 2016 wurde die erste N131/3300 auf einem Hybridturm mit 164 Meter Nabenhöhe in Hausbay (Vorderhunsrück) errichtet und war zu diesem Zeitpunkt die höchste Windkraftanlage der Welt. Im ersten Betriebsjahr erzielte die Anlage bei 6,1 m/s durchschnittlicher Windgeschwindigkeit einen Energieertrag von über 9 Mio. kWh, obwohl sie phasenweise planmäßig abgeschaltet wurde, um Messungen vorzunehmen.

###### N131/3600
Am 3. August 2016 kündigte Nordex eine Leistungssteigerung der N131-Turbine um weitere 10 % auf 3,6 MW an. Die Turmhöhen für diesen Anlagentyp betragen 84 und 112 Meter, in Skandinavien steht zudem ein Turm mit 134 Meter Höhe zur Verfügung. Der Prototyp wurde im Windtestfeld Nord nahe Husum auf einem Stahlrohrturm mit einer Höhe von 106 Meter errichtet und ging im Januar 2017 in Betrieb. Das Regelarbeitsvermögen der Anlage liegt unter den dortigen Standortbedingungen bei rund 12,9 Mio. kWh pro Jahr, der Kapazitätsfaktor beträgt gut 40 %. Zugelassen ist die N131/3600 für Standorte mit mittelstarken Winden (IEC 2). Der unter diesen Bedingungen mögliche Energieertrag liegt bei bis zu 14,4 Mio. kWh pro Jahr.

###### N131/3900
Im April 2017 wurde eine vierte Unterbaureihe der N131 mit 3,9 MW Nennleistung vorgestellt. Wie auch bei der N131/3000 und der N131/3300 handelt es sich bei diesem Typ um eine Schwachwindanlage, die vor allem auf Regionen mit dünner Besiedlung in Europa und Nordamerika zugeschnitten ist. Die ersten beiden Prototypen in Deutschland wurden Anfang 2018 in Groß Pankow und Dummerstorf installiert. Die Serienfertigung sollten im gleichen Jahr aufgenommen werden.

#### Delta4000-Plattform
Im September 2017 stellte Nordex eine neue Produktplattform mit der Bezeichnung Delta4000 vor. Die Plattform basiert auf der vorangegangenen Delta-Plattform, mit der sie viele Grundkonzepte teilt, ist aber beispielsweise für eine höhere Leistung ausgelegt und technisch flexibler nutzbar. Ein erster Anlagentyp ist die N149 mit einer Leistung zwischen 4 und 4,5 MW. Es folgten weitere Anlagentypen.
| Typ                       | N133/4.8                              | N149/4000-4500                        | N149/5.X                              | N163/5.X                              | N163/6.X                              | N175/6.X                              |
| ------------------------- | ------------------------------------- | ------------------------------------- | ------------------------------------- | ------------------------------------- | ------------------------------------- | ------------------------------------- |
| Nennleistung (kW)         | 4.800                                 | 4.000–4.500 (nach Kundenwunsch)       | 5.500–5.700 (nach Kundenwunsch)       | 5.000–5.700 (nach Kundenwunsch)       | 6.000–7.000 (nach Kundenwunsch)       | 6.000-7.800 (nach Kundenwunsch)       |
| Rotordurchmesser (m)      | 133,2                                 | 149,1                                 | 149,1                                 | 163                                   | 163                                   | 175                                   |
| überstrichene Fläche (m²) | 13.935                                | 17.460                                | 17.460                                | 20.867                                | 20.867                                | 24.053                                |
| Fläche (m²) pro MW        | 2.903                                 | 4.365–3.880                           | 3.492–3.063                           | 3.794–3.661                           | 3.478–3.024                           | 4.009-3.867                           |
| Drehzahl pro Minute       | 6,9–13,9                              | 6,4–12,3                              | 6,4–12,3                              | -                                     | -                                     | -                                     |
| Getriebe                  | ja                                    | ja                                    | ja                                    | ja                                    | ja                                    | ja                                    |
| Generator                 | doppelt gespeister Asynchrongenerator | doppelt gespeister Asynchrongenerator | doppelt gespeister Asynchrongenerator | doppelt gespeister Asynchrongenerator | doppelt gespeister Asynchrongenerator | doppelt gespeister Asynchrongenerator |
| Nabenhöhe (m)             | 78, 83, 110, 125                      | 105, 125, 145, 164                    | 105, 125, 145, 164                    | 118, 164                              | 118, 164                              | 179, 200                              |
| Gesamthöhe (m)            | 145, 140, 177, 192                    | 180, 200, 220, 240                    | 180, 200, 220, 240                    | 200, 246                              | 200, 246                              | 266.5, 287,5                          |

##### N149/4000-4500

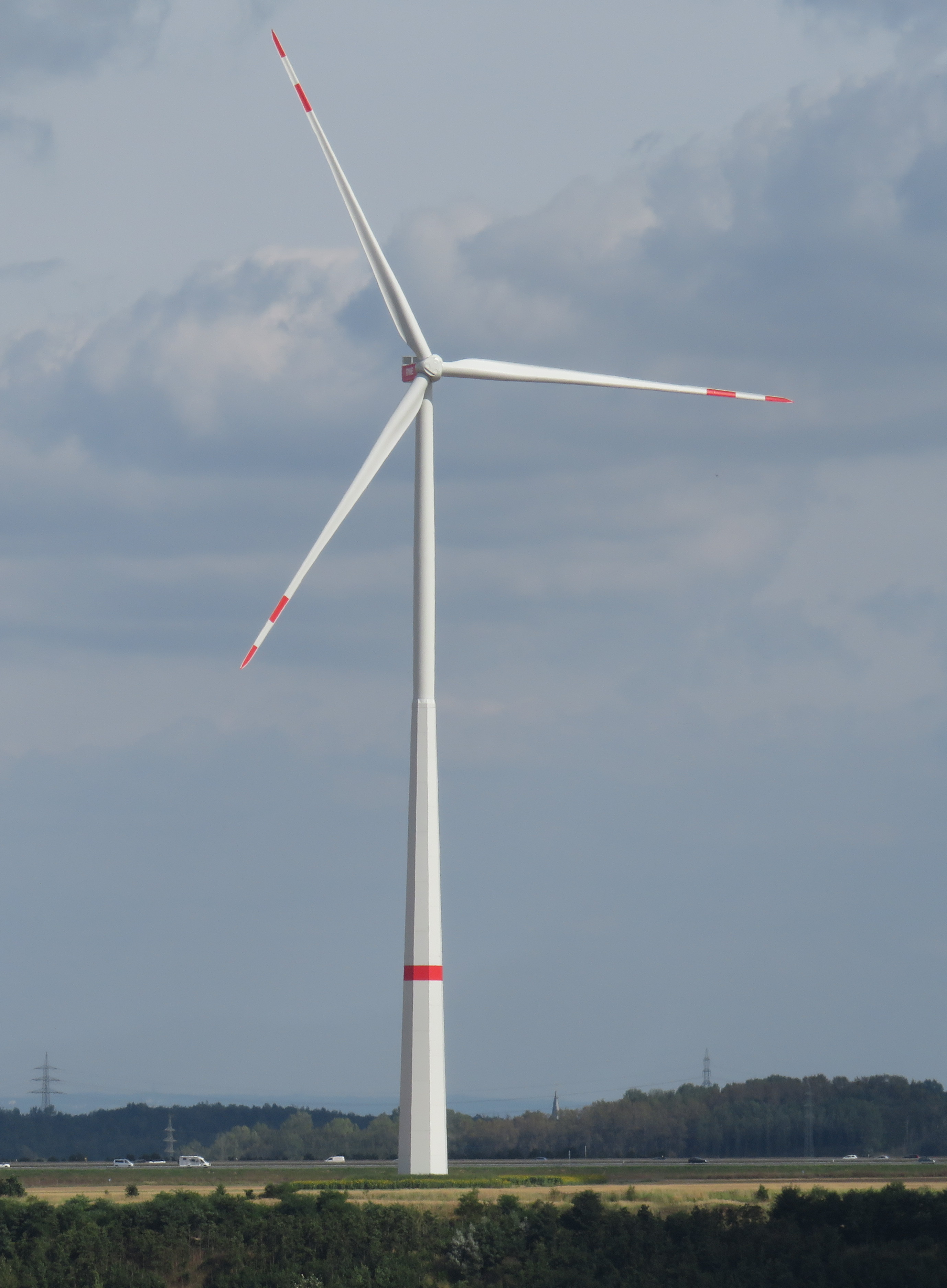
Eine der sechs N149/4000-4500 im Windpark Jüchen A44n, die wegen Baumängeln abgebrochen wurden

Die N149/4000-4500 wurde im September 2017 vorgestellt. Sie hat einen Rotordurchmesser von 149 Metern und verschiedene technisch unterschiedliche Leistungsoptionen, die standortabhängig eine Nennleistung zwischen 4 und 4,5 MW ermöglichen. Ausgelegt ist sie für schwache bis mittlere Windstandorte (Windklasse IEC S) und 20 Jahre Regelbetriebszeit, wobei sie abhängig von den standortspezifischen Belastungen auch auf 25 Jahre Betriebsdauer ausgelegt werden kann. Technisch folgt die Anlage weitgehend der Delta-Plattform: Die Rotorblätter sind 74,5 Meter lang und einteilig ausgeführt, die tragenden Teile sind zur Einsparung von Gewicht aus CFK gefertigt. Das Rotordrehmoment wird über ein dreistufiges Getriebe mit zwei Planetenstufen und einer Stirnradstufe auf einen doppelt-gespeisten Asynchrongenerator übertragen.
Geändert wurde die Position von Umrichtern und Leistungstransformator. Bei der Delta-Klasse befanden diese sich im Turmfuß, bei der Delta4000-Plattform sitzen sie direkt im Maschinenhaus. Dies soll die Übertragungsverluste im Turm reduzieren, außerdem lässt sich damit das Maschinenhaus in der Fabrikhalle komplett vorfertigen. Angeboten wird die Anlage auf vier Turmhöhen von 105 bis 164 Metern. Es gibt zwei Stahlrohrtürme mit 105 und 125 Meter Höhe, die Gesamthöhen von 180 oder 200 Meter ergeben und zwei Hybridtürme mit 145 und 164 Meter, die dann zu einer Gesamthöhe von 220 und 240 Meter führen. Bei Großprojekten stehen auf Kundenwunsch auch andere Nabenhöhen zur Verfügung. Zudem können Betontürme genutzt werden. Die Serienproduktion des Anlagentyps lief im ersten Quartal 2019 an. Für den Hybridturm steht eine Betonkonstruktion aus Fertigteilen von Ventur mit auffälligem achteckigem Grundriss zur Verfügung.
Standort der beiden Prototypen ist das niedersächsische Wennerstorf, wo die Turbinen in einem Repoweringprojekt im Auftrag von ABO Wind vier Anlagen des Typs AN Bonus 1,3 MW/62 aus dem Jahr 2003 ersetzen. Die erste N149, die zugleich die erste Delta4000-Anlage ist, wurde im August 2018 errichtet. Mit einer Nabenhöhe von 125 Metern und konfiguriert mit 4,5 MW Nennleistung soll jede der beiden Anlagen rund 15 Mio. kWh pro Jahr liefern, entsprechend etwa 3330 Volllaststunden. Diese Turbinen waren die ersten installierten Anlagen einer neu entwickelten Generation von Onshore-Baureihen verschiedener Hersteller mit Rotordurchmessern von rund 150 Metern und Nennleistungen von 4 bis 5 MW. Mit Stand Dezember 2018 lagen Nordex bereits 150 Bestellungen vor. Vom Fachmagazin Windpower Monthly wurde die Baureihe in der Kategorie Onshore-Anlagen ab 3 MW Nennleistung zur Windkraftanlage des Jahres 2018 gekürt.
Am 29. September 2021 war im Windpark Haltern (Nordrhein-Westfalen) eine Anlage des Typs Nordex N149/4000-4500 in sich zusammengebrochen.
Deutschlandweit waren bis dahin von insgesamt 22 projektierten, baugleichen Turbinen bereits 18 errichtet worden. Die gewählte Turmkombination besteht aus einem vorgespannten, polygonalen Achteckturm aus trapezförmigen Betonfertigteilen und aufgesetzten Stahlturmsegmenten. Daraufhin wurden alle Anlagen dieses Typs – auch die auf dem Windfeld Güstow – außer Betrieb genommen. Die Schadenanalyse habe eine Schwachstelle im Spannbeton ergeben. Projektmanager Mats Barkow sagte: „Diese Schwachstellen sind zurückzuführen auf mangelhafte Auslegung des Betonturms durch den Lieferanten und Fertigungsfehler beziehungsweise Produktions- und Montagefehler.“ Die Türme der 18 betroffenen Anlagen sollen bis Mitte 2023 gesprengt werden.

##### N149/5.X
Ende März 2019 kündigte Nordex eine neue Turbine mit über 5 Megawatt Leistung an. Sie wird seit 2021 in Serie gefertigt.
Die maximal mögliche Leistung der Anlage liegt bei 5,7 MW; ein Prototyp wurde am 8. September 2020 in der Genshagener Heide errichtet. Am 28. November 2020 hat Nordex eine zweite Anlage dieses Typs bei Santow nahe Grevesmühlen mit einer Rotorblattheizung errichtet. In den Jahren 2022 und 2023 war die N149 der am häufigsten in Betrieb gegangene Anlagentyp in Deutschland, 2023 gleichauf mit der Vestas V150.

##### N133/4800

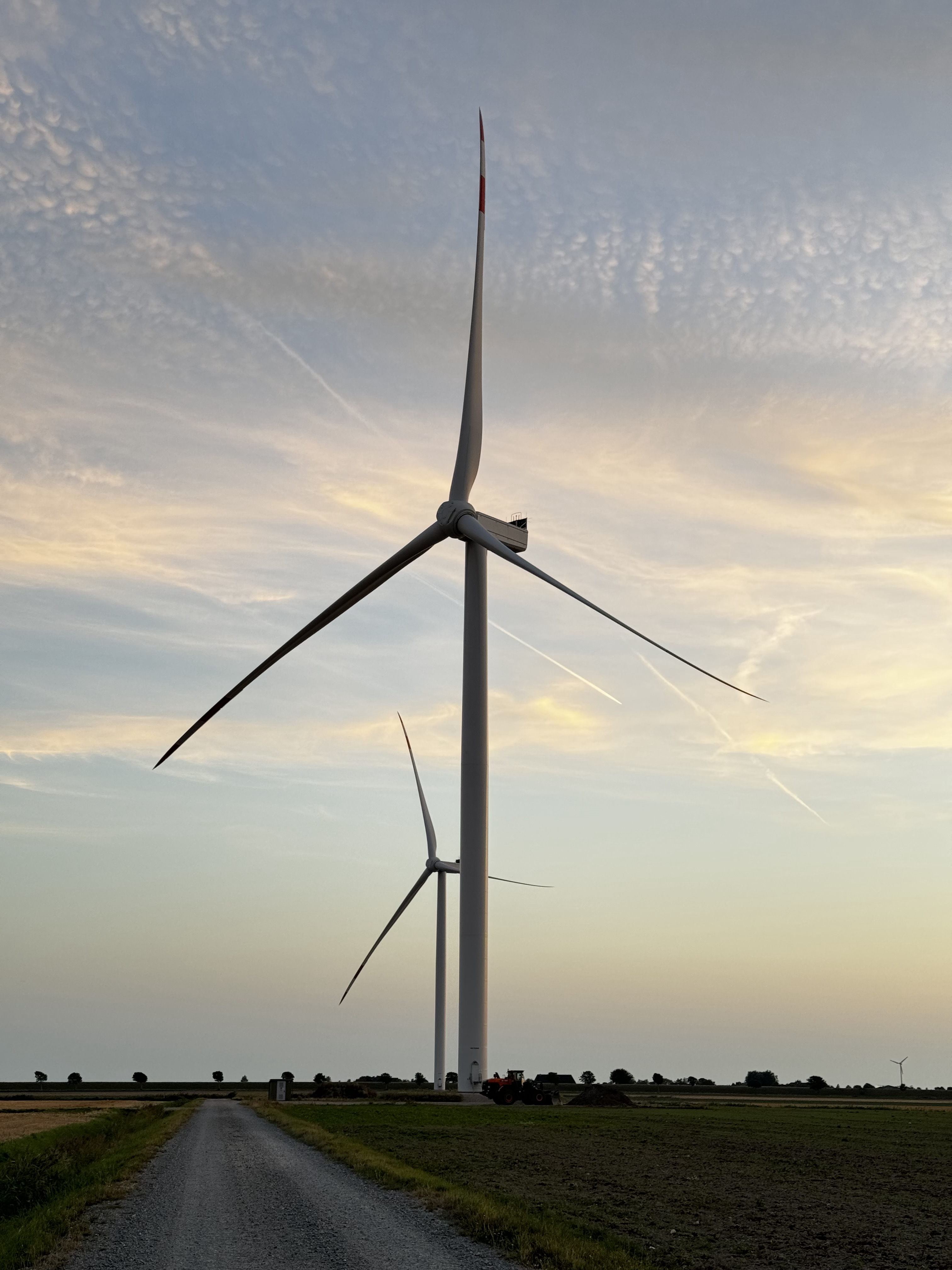
Zwei von insgesamt vier aufgestellten N133/4800 im Windpark Friedrichskoog (2024)

Die N133/4800 wurde im April 2018 als zweiter Anlagentyp der Delta4000-Plattform vorgestellt. Die Anlage ist mit einer Nennleistung von 4,8 MW und einem Rotordurchmesser von 133 Metern speziell für Starkwindstandorte konzipiert. Genutzt wird eine angepasste Version des bereits bei den N131-Anlagen zum Einsatz kommenden NR 65,5 Rotorblattes. Der um 2 Meter größere Rotordurchmesser ergibt sich durch die Nutzung einer anderen Rotornabe. Erhältlich ist die Anlage mit drei unterschiedlichen Nabenhöhen von 78, 83 und 110 Metern. Die Serienfertigung soll 2019 aufgenommen werden. Ein Prototyp mit 125 m Nabenhöhe wurde im September 2019 in Carinerland in Betrieb genommen.

##### N155/4.5
Im Mai 2019 kündigte Nordex die N155/4.5 an. Sie ist für mittlere Windbedingungen ausgelegt und speziell für Märkte wie die USA, Lateinamerika, Afrika und Südostasien vorgesehen. Die Serienproduktion soll Ende 2020 starten. 38 Anlagen dieses Typs sollen im Jahr 2022 in einem Großprojekt in Zentralspanien errichtet werden.

##### N163/5.X

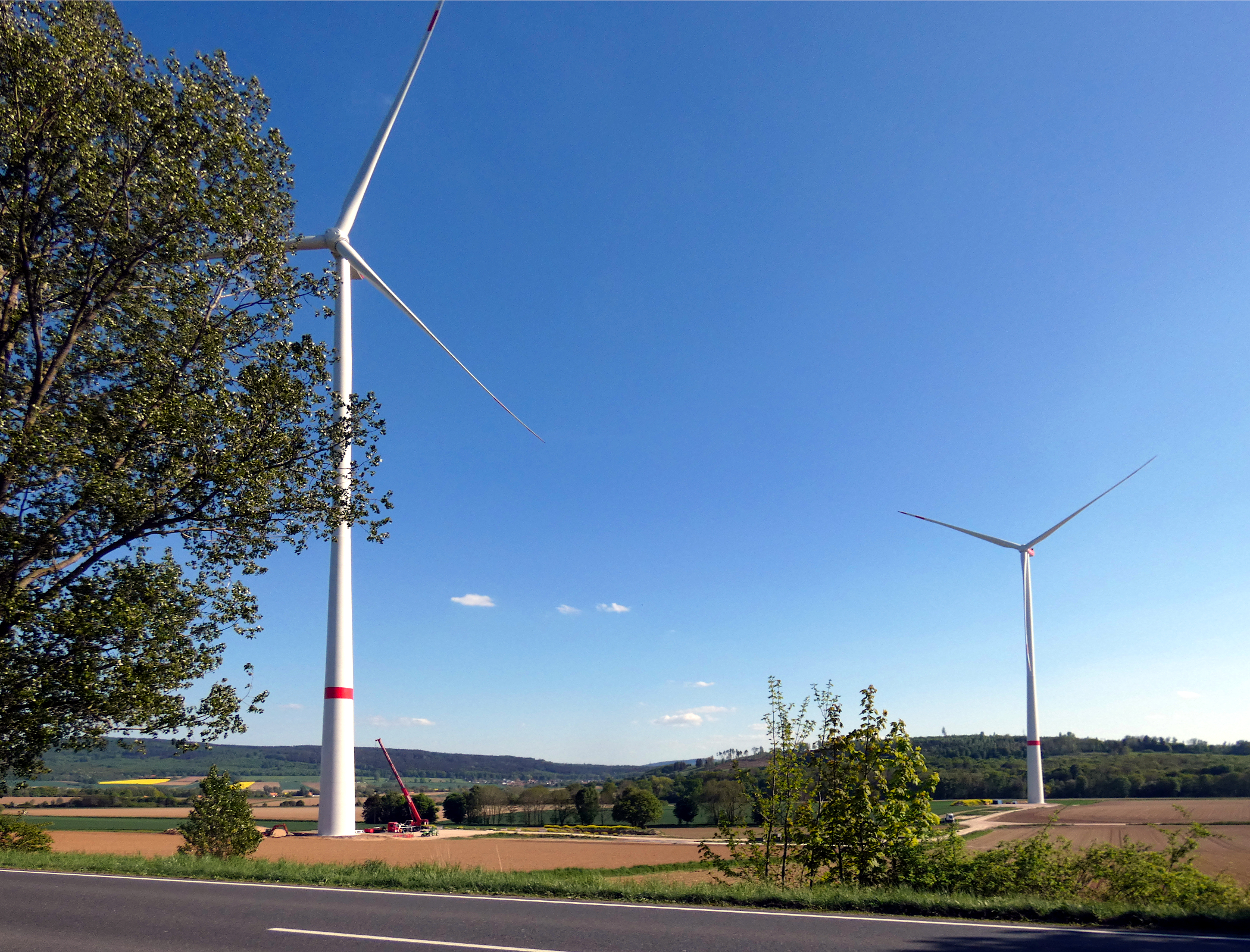
Zwei N163/5.7 bei Bad Münder am Deister (2022)

Die N163/5.X wurde im August 2019 vorgestellt. Die Anlage verfügt über einen Rotordurchmesser von 163 Metern, die Rotorblätter sind einteilig und nutzen teils dieselben Innenformen wie die bei der N149 genutzten NR74.5-Blätter. Die Leistung der Anlage ist nicht festgelegt, sondern kann in einer bestimmten Bandbreite standortspezifisch variabel gewählt werden. Die maximal mögliche Leistung beträgt 5,7 MW. Die Nabenhöhe der Anlage kann zwischen 118 und 164 m betragen. Der Prototyp wurde Ende 2021 in Janneby errichtet. Die Serienfertigung lief umgehend an. 2021 wurde die N163/5.X von Windpower Monthly als Windkraftanlage des Jahres in der Kategorie Onshore 4.7MW-plus ausgezeichnet.
Im Juli 2021 erhielt Nordex einen Auftrag zur Lieferung von 162 N163 mit einer Leistung von je 5,7 MW für den MacIntyre-Windpark in Australien mit einer Gesamtleistung von 923 MW.

##### N163/6.X

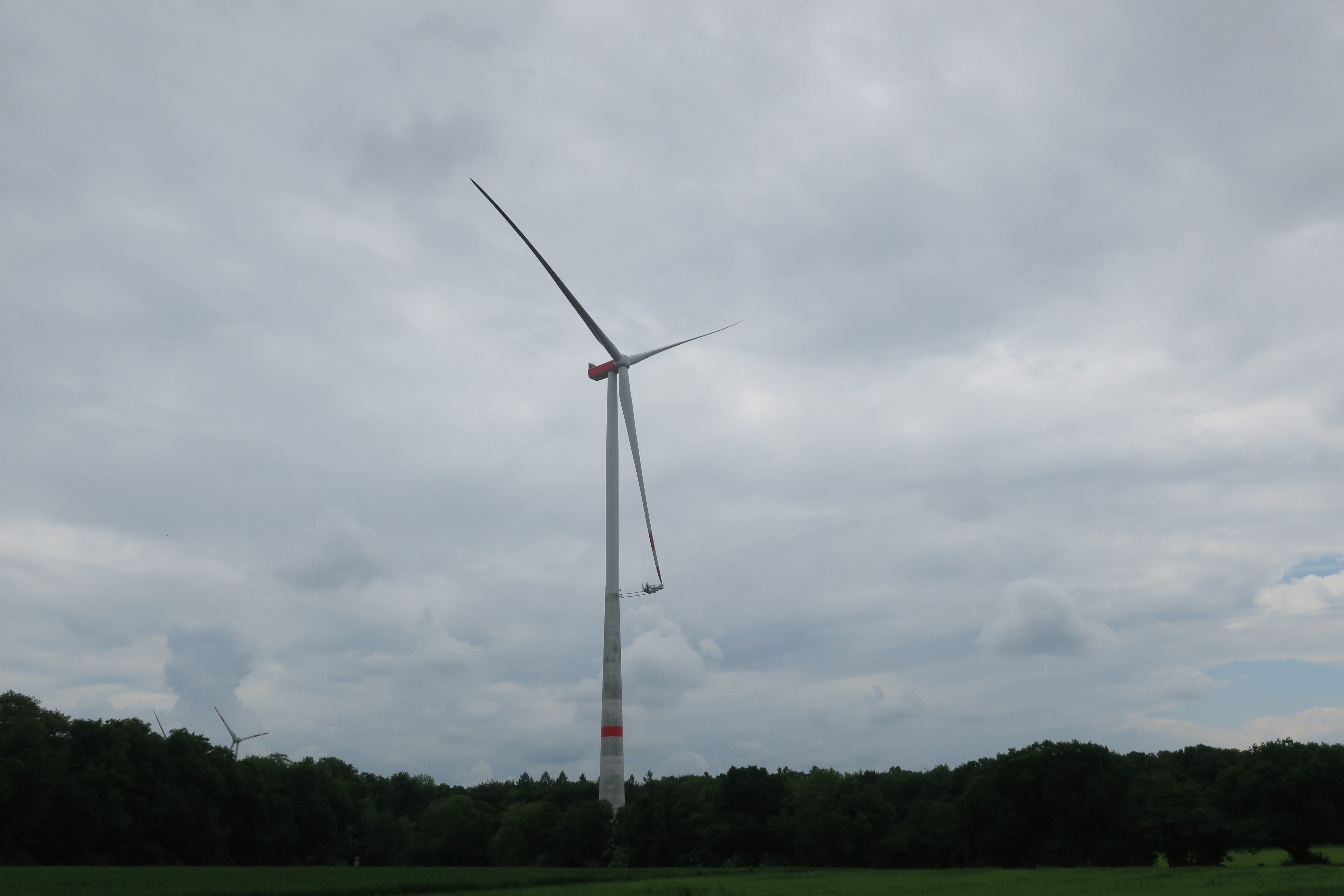
N163/6.X auf 164 m in Salzkotten (2024)

Im September 2021 wurde die Nordex N163/6.X vorgestellt, der erste Nordex-Anlagentyp der 6-MW-Klasse. Die Anlage ist für mindestens 25 Jahre Betriebsdauer ausgelegt, standortspezifisch kann sie jedoch auch über 35 Jahre betrieben werden. Sie verfügt gegenüber anderen Anlagen der Delta-4000-Klasse über eine höhere Nennleistung, ein leistungsstärkeres Getriebe und ein überarbeitetes elektrisches System mit höherer Nennspannung, dazu wurde die Kühlleistung erhöht. Die Nennleistung kann projektspezifisch zwischen sechs und knapp sieben MW betragen. Dadurch soll die Anlage abhängig von den Standortbedingungen zwischen 1 und 7 % mehr Ertrag pro Jahr erwirtschaften als das Vorgängermodell. Die äußeren Abmessungen der Anlage sind verglichen mit der N163/5.X unverändert, allerdings wurden die Rotorblätter verstärkt. Auch liegt die Rotordrehzahl niedriger, wodurch die Schallemissionswerte der N163/6.X auf maximal 106,4 dB(A) begrenzt wurden. Ausgelegt ist die Anlage wie auch die N163/5.X auf Mittel- und Schwachwindgebiete. Der Prototyp wurde im Mai 2022 in den Niederlanden installiert. Die Serienfertigung begann Anfang 2023. Im Jahr 2023 wurden die ersten drei Nordex N163/6.X in Deutschland in Frauenprießnitz errichtet.

##### N175/6.X
Im September 2022 stellte Nordex die N175/6.X vor, die ebenfalls zur Delta-4000-Plattform gehört. Während Maschinenhaus, Triebstrang und Nabe weitgehend von der Vorgängeranlage übernommen und nur an die niedrigere Umdrehungszahl sowie die höheren Lasten angepasst wurden, wurden die einteiligen 85,7 Meter langen Rotorblätter vollständig neu entwickelt. Die Leistung der Anlage ist wie bei den Vorgängeranlagen standortabhängig innerhalb einer Bandbreite frei wählbar und liegt bei über 6 MW. An gewöhnlichen Schwach- und Mittelwindstandorten gibt Nordex den Mehrertrag gegenüber den N163-Baureihen mit 7 bis 14 % an, wobei der höchste Mehrertrag mit ca. 22 % bei geringen Windgeschwindigkeiten auftreten soll. Zertifiziert werden soll die Anlage für einen Betrieb von mindestens 25 Jahren, wobei abhängig von den Lasten auch 35 Jahre möglich sein sollen. Errichtet werden kann die Anlage mit verschiedenen Nabenhöhen, wobei der niedrigste Turm ein 112 m hoher Stahlturm ist, der höchste ein Stahlbeton/Stahl-Hybridturm mit 179 m Nabenhöhe. Im Juli 2024 errichtete Nordex im Bürgerwindpark Janneby den Prototyp der Baureihe auf einem 112 Meter hohen Stahlrohrturm. Seither laufen dort die Leistungs- und Schallvermessungen sowie die Validierung der mechanischen Lasten. Die Produktion soll Ende 2024 anlaufen. Im September 2024 wurde das Turmportfolio mit einem 200 Meter Turm erweitert.

## Anlagenservice

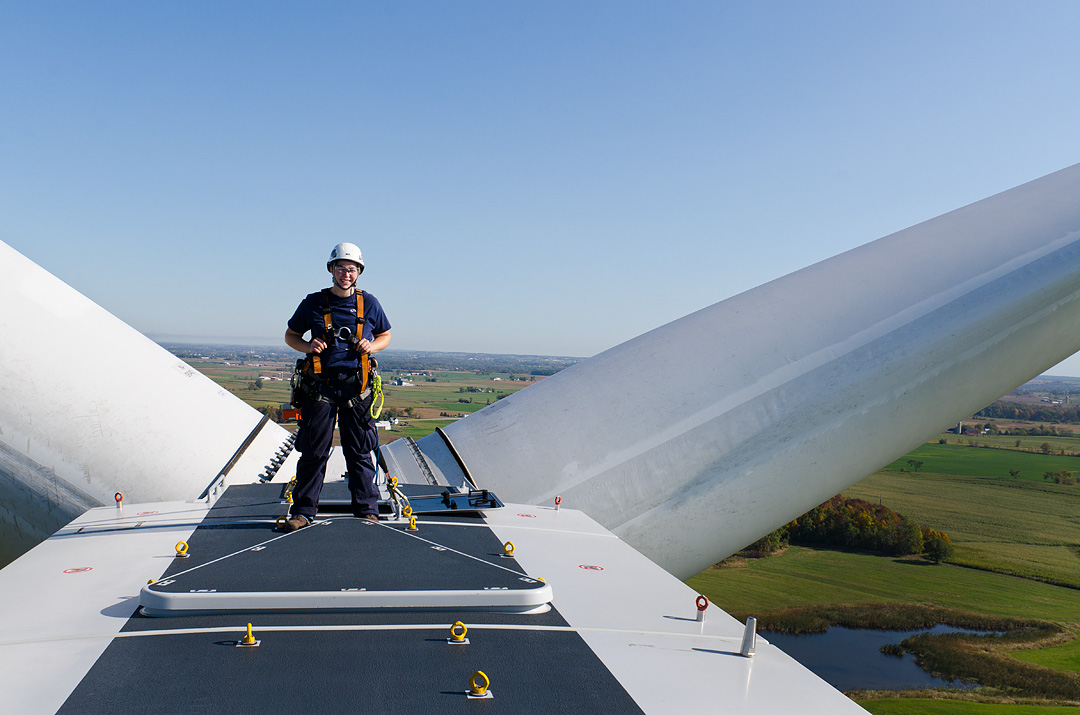
Mechaniker bei Wartungsarbeiten auf dem Maschinenhaus einer Anlage der Gamma-Klasse

Nordex stellt nicht nur Windkraftanlagen her, sondern bietet auch Wartung und Service für bestehende Anlagen an. Insgesamt stehen vier abgestufte Servicepakete zur Verfügung; die Spanne reicht von einem Basisvertrag, der nur regelmäßige Wartung und eine 24-h-Fernüberwachung umfasst, bis hin zu einem als Premium-Paket vermarkteten Vollwartungsvertrag. Bei der BWE-Service-Umfrage 2013 erreichte der Nordex-Service eine Gesamtnote von 2,87, womit Nordex hinter Enercon und GE Wind Energy auf Platz drei der deutschen Windkraftanlagenhersteller lag. 2014 machte das Servicegeschäft mit einem Umsatz von 166,4 Mio. Euro 9,6 % des Gesamtumsatzes der Gruppe aus. Die durchschnittliche Anlagenverfügbarkeit betrug laut Geschäftsbericht im Jahr 2018 97,7 %, was ein typischer Wert für moderne Windkraftanlagen ist. Die Fachliteratur nennt als technische Verfügbarkeit von modernen Onshore-Windkraftanlagen Werte von 97 bis 99 %.

## Sonstiges
Nordex gibt halbjährlich eine Kundenzeitschrift heraus, in der über Neuigkeiten aus dem Unternehmen berichtet wird. Zudem werden Produkte vorgestellt und Entwicklungen in einzelnen Absatzmärkten geschildert. Bis 2012 trug das Kundenmagazin den Namen Windpower Update, von dem insgesamt 35 Ausgaben erschienen. Anfang 2013 erfolgte eine Umgestaltung und Umbenennung in Nordex 360°, die erste Ausgabe erschien im Februar 2013. Die Vorträge in den Hauptversammlungen erfolgen teilweise in englischer Sprache.